# A Star Wars: A klónok háborúja epizódjainak listája
A Star Wars: A klónok háborúja (Star Wars: The Clone Wars) egy 2008-as amerikai számítógép-animációs tévésorozat, amelyet a Lucasfilm Animation és szingapúri részlege, valamint a CGCG Inc. készített. A sorozat sugárzása 2008. október 3-án kezdődött az első két rész bemutatásával a Cartoon Networkön.

## Évadok
| Évad               | Évad | Epizódok | Eredeti sugárzás     | Eredeti sugárzás  | Eredeti adó     | Magyar sugárzás   | Magyar sugárzás   | Magyar adó      | DVD-kiadás dátuma  | DVD-kiadás dátuma  |
| Évad               | Évad | Epizódok | Évadpremier          | Évadfinálé        | Eredeti adó     | Évadpremier       | Évadfinálé        | Magyar adó      | Régió 1            | Régió 2            |
| ------------------ | ---- | -------- | -------------------- | ----------------- | --------------- | ----------------- | ----------------- | --------------- | ------------------ | ------------------ |
|                    | 1.   | 22       | 2008. október 3.     | 2009. március 20. | Cartoon Network | 2009. február 8.  | 2009. július 5.   | Cartoon Network | 2009. november 3.  | 2009. november 16. |
|                    | 2.   | 22       | 2009. október 2.     | 2010. április 30. | Cartoon Network | 2010. április 8.  | 2010.             | Cartoon Network | 2010. október 26.  | 2010. október 25.  |
|                    | 3.   | 22       | 2010. szeptember 17. | 2011. április 1.  | Cartoon Network | 2011. április 7.  | 2011. június 16.  | Cartoon Network | 2011. október 18.  | 2011. október 18.  |
|                    | 4.   | 22       | 2011. szeptember 16. | 2012. március 16. | Cartoon Network | 2012. április 9.  | 2012. május 8.    | Cartoon Network | 2012. október 23.  | 2012. október 23.  |
|                    | 5.   | 20       | 2012. szeptember 29. | 2013. március 2.  | Cartoon Network | 2013. április 15. | 2013. május 10.   | Cartoon Network | 2013. október 15.  | 2013. október 14.  |
|                    | 6.   | 13       | 2014. február 15.    | 2014. március 8.  | Netflix         | 2015. december 5. | 2016. január 23.  | AXN Black       | 2014. november 11. | N/A                |
| 2015. december 25. | 6.   | 13       | 2014. február 15.    | 2014. március 8.  | Netflix         | 2016. január 12.  | Viasat 6          |                 | 2014. november 11. | N/A                |
|                    | 7.   | 12       | 2020. február 21.    | 2020. május 4.    | Disney+         | 2022. április 24. | 2022. április 24. | Disney+         | N/A                | N/A                |
| 2022. június 14.   | 7.   | 12       | 2020. február 21.    | 2020. május 4.    | Disney+         | 2022. június 14.  | Disney+           |                 | N/A                | N/A                |

## Időrendi lista
Az utolsó, hatodik évad befejezését követően, 2014. március 17-én a Lucasfilm nyilvánosságra hozta a sorozat hivatalos időrendi sorrendjét, melyet a StarWars.com-on tett közzé.
Sorsz. – Ep.szám – Cím
- 1. – 2x16 – Cat and Mouse
- 2. – 1x16 – Hidden Enemy
- A klónok háborúja egész estés animációs film
- 3. – 3x01 – Clone Cadets
- 4. – 3x03 – Supply Lines
- 5. – 1x01 – Ambush
- 6. – 1x02 – Rising Malevolence
- 7. – 1x03 – Shadow of Malevolence
- 8. – 1x04 – Destroy Malevolence
- 9. – 1x05 – Rookies
- 10. – 1x06 – Downfall of a Droid
- 11. – 1x07 – Duel of the Droids
- 12. – 1x08 – Bombad Jedi
- 13. – 1x09 – Cloak of Darkness
- 14. – 1x10 – Lair of Grievous
- 15. – 1x11 – Dooku Captured
- 16. – 1x12 – The Gungan General
- 17. – 1x13 – Jedi Crash
- 18. – 1x14 – Defenders of Peace
- 19. – 1x15 – Trespass
- 20. – 1x17 – Blue Shadow Virus
- 21. – 1x18 – Mystery of a Thousand Moons
- 22. – 1x19 – Storm over Ryloth
- 23. – 1x20 – Innocents of Ryloth
- 24. – 1x21 – Liberty on Ryloth
- 25. – 2x01 – Holocron Heist
- 26. – 2x02 – Cargo of Doom
- 27. – 2x03 – Children of the Force
- 28. – 2x17 – Bounty Hunters
- 29. – 2x18 – The Zillo Beast
- 30. – 2x19 – The Zillo Beast Strikes Back
- 31. – 2x04 – Senate Spy
- 32. – 2x05 – Landing at Point Rain
- 33. – 2x06 – Weapons Factory
- 34. – 2x07 – Legacy of Terror
- 35. – 2x08 – Brain Invaders
- 36. – 2x09 – Grievous Intrigue
- 37. – 2x10 – The Deserter
- 38. – 2x11 – Lightsaber Lost
- 39. – 2x12 – The Mandalore Plot
- 40. – 2x13 – Voyage of Temptation
- 41. – 2x14 – Duchess of Mandalore
- 42. – 2x20 – Death Trap
- 43. – 2x21 – R2 Come Home
- 44. – 2x22 – Lethal Trackdown
- 45. – 3x05 – Corruption
- 46. – 3x06 – The Academy
- 47. – 3x07 – Assassin
- 48. – 3x02 – ARC Troopers
- 49. – 3x04 – Sphere of Influence
- 50. – 3x08 – Evil Plans
- 51. – 1x22 – Hostage Crisis
- 52. – 3x09 – Hunt for Ziro
- 53. – 3x10 – Heroes on Both Side
- 54. – 3x11 – Pursuit of Peace
- 55. – 2x15 – Senate Murders
- 56. – 3x12 – Nightsisters
- 57. – 3x13 – Monster
- 58. – 3x14 – Witches of the Mist
- 59. – 3x15 – Overlords
- 60. – 3x16 – Altar of Mortis
- 61. – 3x17 – Ghosts of Mortis
- 62. – 3x18 – The Citadel
- 63. – 3x19 – Counter Attack
- 64. – 3x20 – Citadel Rescue
- 65. – 3x21 – Padawan Lost
- 66. – 3x22 – Wookiee Hunt
- 67. – 4x01 – Water War
- 68. – 4x02 – Gungan Attack
- 69. – 4x03 – Prisoners
- 70. – 4x04 – Shadow Warrior
- 71. – 4x05 – Mercy Mission
- 72. – 4x06 – Nomad Droids
- 73. – 4x07 – Darkness on Umbara
- 74. – 4x08 – The General
- 75. – 4x09 – Plan of Dissent
- 76. – 4x10 – Carnage of Krell
- 77. – 4x11 – Kidnapped
- 78. – 4x12 – Slaves of the Republic
- 79. – 4x13 – Escape from Kadavo
- 80. – 4x14 – A Friend In Need
- 81. – 4x15 – Deception
- 82. – 4x16 – Friends and Enemies
- 83. – 4x17 – The Box
- 84. – 4x18 – Crisis on Naboo
- 85. – 4x19 – Massacre
- 86. – 4x20 – Bounty
- 87. – 4x21 – Brothers
- 88. – 4x22 – Revenge
- 89. – 5x02 – A War on Two Fronts
- 90. – 5x03 – Front Runners
- 91. – 5x04 – The Soft War
- 92. – 5x05 – Tipping Points
- 93. – 5x06 – The Gathering
- 94. – 5x07 – A Test of Strength
- 95. – 5x08 – Bound for Rescue
- 96. – 5x09 – A Necessary Bond
- 97. – 5x10 – Secret Weapons
- 98. – 5x11 – A Sunny Day in the Void
- 99. – 5x12 – Missing in Action
- 100. – 5x13 – Point of No Return
- 101. – 5x01 – Revival
- 102. – 5x14 – Eminence
- 103. – 5x15 – Shades of Reason
- 104. – 5x16 – The Lawless
- 105. – 5x17 – Sabotage
- 106. – 5x18 – The Jedi Who Knew Too Much
- 107. – 5x19 – To Catch a Jedi
- 108. – 5x20 – The Wrong Jedi
- 109. – 6x01 – The Unknown
- 110. – 6x02 – Conspiracy
- 111. – 6x03 – Fugitive
- 112. – 6x04 – Orders
- 113. – 6x05 – An Old Friend
- 114. – 6x06 – The Rise of Clovis
- 115. – 6x07 – Crisis at the Heart
- 116. – 6x08 – The Disappeared
- 117. – 6x09 – The Disappeared: Pt. II
- 118. – 6x10 – The Lost One
- 119. – 6x11 – Voices
- 120. – 6x12 – Destiny
- 121. – 6x13 – Sacrifice
- A Death on Utapau (Crystal Crisis On Utapau Story Reels)
- Search of the Crystal (Crystal Crisis On Utapau Story Reels)
- Crystal Crisis (Crystal Crisis On Utapau Story Reels)
- The Big Bang (Crystal Crisis On Utapau Story Reels)
- Lethal Alliance (Dark Disciple Novel)
- The Mission (Dark Disciple Novel)
- Conspirators (Dark Disciple Novel)
- Dark Disciple (Dark Disciple Novel)
- The Enemy of My Enemy (Son of Dathomir Comic Series)
- A Tale of Two Apprentices (Son of Dathomir Comic Series)
- Proxy War (Son of Dathomir Comic Series)
- Showdown on Dathomir (Son of Dathomir Comic Series)
- Saving Vos Part 1 (Dark Disciple Novel)
- Saving Vos Part 2 (Dark Disciple Novel)
- Traitor (Dark Disciple Novel)
- The Path (Dark Disciple Novel)
- 122. – 7x05 – Gone with a Trace
- 123. – 7x06 – Deal No Deal
- 124. – 7x07 – Dangerous Debt
- 125. – 7x08 – Together Again
- 126. – 7x01 – The Bad Batch
- 127. – 7x02 – A Distant Echo
- 128. – 7x03 – On the Wings of Keeradaks
- 129. – 7x04 – Unfinished Business
- 130. – 7x09 – Old Friends, Not Forgotten
- 131. – 7x10 – The Phantom Apprentice
- 132. – 7x11 – Shattered
- 133. – 7x12 – Victory and Death

## Első évad: The Clone Wars (A klónok háborúja)
| # | Epizód címe                 | Epizód címe              | Első amerikai sugárzás | Első magyar sugárzás | Gyártási kód |
| --- | --------------------------- | ------------------------ | ---------------------- | -------------------- | ------------ |
| 1 | Ambush                      | Rajtaütés                | 2008. október 3.       | 2009. február 8.     | 1.08         |
| Tanulság: Az igazán nagy vezér másokat is naggyá tesz. Yoda, a Jedi mester csapataival a Rugosa holdjára utazik tárgyalni, mert Toydaria uralkodója védelmet kért a Galaktikus Köztársaságtól. A szakadárok rátámadnak a köztársaságiakra, Yoda csak három klónnal tud leszállni. A Dooku gróf megbízásában álló szakadár parancsnok, Asajj Ventress párviadalt ajánl a toydariaknak: ha droidserege legyőzi Yoda csapatát, akkor a Toydaria a szakadárokhoz csatlakozik. Yoda elfogadja a kihívást, és bizonyítja: a jedik elég erősek ahhoz, hogy megvédjenek egy stratégiai fontosságú bolygót. |                             |                          |                        |                      |              |
| 2 | Rising Malevolence          | A titokzatos fegyver     | 2008. október 3.       | 2009. február 15.    | 1.07         |
| Tanulság: A hit nem döntés, hanem meggyőződés kérdése. A szeparatisták új, pusztító fegyvere, amelyet Grievous tábornok hajóján, a Malevolence-en (Rosszakarat) helyeztek el, csapást mér Plo Koon Jedi mester flottájára. A mester és klón harcosai egy kicsiny mentőkabinban a túlélésért küzdenek, míg Anakin és tanítványa, Ahsoka Tano kétségbeesetten kutatnak utánuk. |                             |                          |                        |                      |              |
| 3 | Shadow of Malevolence       | Sötét árnyék             | 2008. október 10.      | 2009. február 22.    | 1.09         |
| Tanulság: Az alázatos könnyű léptekkel jár a bölcsesség útján. Tanítványa, Ahsoka és Plo Koon Jedi mester segítségével Anakin új, nagy hatótávolságú Y-szárnyú vadászgépeket vet be, hogy merész támadást intézzen Grievous tábornok csatahajója, a Rosszakarat, és annak pusztító fegyvere ellen. |                             |                          |                        |                      |              |
| 4 | Destroy Malevolence         | A Malevolence pusztulása | 2008. október 17.      | 2009. március 1.     | 1.11         |
| Tanulság: A terv csak annyit ér, mint a végrehajtói. Padmé Amidala és C3PO Grievous tábornok fogságába esik, és így Anakin és Obi-Wan Kenobi feladata, hogy a szenátort megmentse, és végleg elpusztítsa a Rosszakaratot. Padmé és C3PO egy űrcsata kellős közepén találják magukat. |                             |                          |                        |                      |              |
| 5 | Rookies                     | Zöldfülűek               | 2008. október 24.      | 2009. március 8.     | 1.14         |
| Tanulság: Igazi önbizalmat csak a tapasztalat ad. A Rishi holdján levő köztársasági katonai megfigyelőállomása az egyetlen akadály a vakmerő Grievous tábornok előtt, hogy megtámadja a Kaminót és elpusztítsa a köztársaságiak hadiüzemeit. Az állomást emberhiány miatt újonc klónkatonák őrzik. Grievous kommandósdroidjai elfoglalják az állomást, a szakadár flotta a Kamino felé indul. Az öt életben maradt újonc feladata, hogy a két klón parancsnok, Rex és Cody vezetésével visszafoglalja az objektumot, és figyelmeztesse a Köztársaságot. |                             |                          |                        |                      |              |
| 6 | Downfall a droid            | A Droid bukása           | 2008. november 7.      | 2009. március 15.    | 1.02         |
| Tanulság: Bízz barátaidban, hogy ők is bízhassanak benned! R2D2 egy ádáz űrcsata során eltűnik – Anakinnak pedig meg kell találnia, mielőtt a szeparatisták találják meg a kis robot memóriájában zárolt jedi katonai titkokat. |                             |                          |                        |                      |              |
| 7 | Duel of the Droids          | Droidok párbaja          | 2008. november 14.     | 2009. március 22.    | 1.06         |
| Tanulság: Ha barátról van szó, szíved ne legyen olyan kemény, mint a fejed! Anakin, Ahsoka és R3, az R2-D2-t helyettesítő droid kettős mentő és szabotázsakcióra indul, amikor felfedezik, hogy R2-D2 fogságba esett Grievous tábornok titkos lehallgatóállomásán. |                             |                          |                        |                      |              |
| 8 | Bombad Jedi                 | Jar-Jar Jedi             | 2008. november 21.     | 2009. március 29.    | 1.05         |
| Tanulság: A nagy idők hősöket teremnek. Padmé Amidala a Rodiára utazva rájön, hogy a bolygó kormánya egy régi barátja vezetésével árulásra készül, csatlakozásra a szeparatistákhoz. A Nute Gunray helytartó vezette szeparatista droidok elfogják, de kísérője, Jar Jar Binks, az ügyetlenségének köszönhetően, elmenekül. A szeparatisták Jedinek nézik a komikusan hősies gungant. Vajon kell-e Jedi-Erő ahhoz, hogy ő és C-3PO megmentse a szenátornőt a gonosz helytartó fogságából?[forrás?] |                             |                          |                        |                      |              |
| 9 | Cloak of Darkness           | A sötétség leple         | 2008. december 5.      | 2009. április 5.     | 1.10         |
| Tanulság: Hallgass ösztöneidre vagy magadra vess! Ahsoka és Luminara Unduli Jedi-mester, a foglyul ejtett Nute Gunray helytartót tárgyalásra kísérik a Coruscant felé, és nem sejtik, hogy Dooku gróf már utánuk küldte veszedelmes tanítványát, Asajj Ventresst, hogy szabadítsa ki - vagy legalább ölje meg - a rabot és végezzen a jedikkel. |                             |                          |                        |                      |              |
| 10 | Lair of Grievous            | Grievous tanyája         | 2008. december 12.     | 2009. április 12.    | 1.12         |
| Tanulság: Az igazán erős, aki uralja erejét. Grievous tábornoknak bizonyítania kell, hogy méltó a szeparatisták vezetésére, amikor Dooku gróf elvezeti Kit Fisto jedi mestert és korábbi tanítványát, a Mon Calamari jedi Nahdar Vebbet Grievous egyik titkos búvóhelyéhez. |                             |                          |                        |                      |              |
| 11 | Dooku Captured              | Dooku gróf fogságban     | 2009. január 2.        | 2009. április 19.    | 1.16         |
| Tanulság: A békéhez vezető kanyargós úton bármilyen hosszú, érdemes végigmenni.' Embervadászat! Hosszú és veszélyes kutatás után a jediknek sikerül megtalálniuk Dooku grófot. A gróf elfogására tett kísérlet közben Anakin Skywalkernek nyoma vész! Miután megszakad vele a kapcsolat, Obi-Wan Kenobi barátja utolsó ismert tartózkodási helyére, a Peremvidék egy távoli zugában maradt szeparatista hajóhoz utazik. Közben a gróf valóban fogságba kerül ... csak éppen nem a köztársaságiakéba. |                             |                          |                        |                      |              |
| 12 | The Gungan General          | A Gangen hadvezér        | 2009. január 9.        | 2009. április 26.    | 1.20         |
| Tanulság: Ha csak csalással győzhetsz, bukj el inkább becsületben. Túszul ejtették Dookut! A gaztetteiről ismert grófot, miután megszökött Anakin és Obi-Wan Kenobi elől, foglyul ejtette az ördögien ravasz weequay űrkalózkapitány, Hondo Ohnaka bandája. A Köztársaság hogy megszerezze a sith nagyurat, beleegyezett a nagy összegű váltságdíj kifizetésébe. Ám se Anakin, se Obi-Wan nem számolt Ohnaka újabb alattomos tervével: három túsz többet ér, mint egy. Vajon ki az a rejtélyes gungan „tábornok”, aki a kiszabadításukra indul? |                             |                          |                        |                      |              |
| 13 | Jedi Crash                  | Kényszerleszállás        | 2009. január 16.       | 2009. május 3.       | 1.22         |
| Tanulság: A gonoszság fájának gyökere a kapzsiság és a félelem. A Köztársasági flottát erős nyomás alatt tartják a szeparatisták! Heves harcok dúlnak a fontosabb peremvidéki területeken. A Köztársasági hajók hősiesen igyekeznek helytállni a létszámfölényben lévő Szeparatista sereggel szemben. A Quarre rendszer egy távoli zugában Anakin Skywalker és padawanja, Ahsoka segélyhívást kap egy másik Jedi lovagtól, Aayla Securától, aki a puszta életéért küzd a Szeparatisták kegyetlen droidseregével szemben. |                             |                          |                        |                      |              |
| 14 | Defenders of Peace          | A béke őrei              | 2009. január 23.       | 2009. május 10.      | 1.24         |
| Tanulság: Egy csata közepén senki nem maradhat semleges. Visszavonulnak a köztársasági erők! A nehéz helyzetbe került Aayla Secura oldalán küzdve, Anakin Skywalker súlyosan megsebesül. Hőseink a csatából menekülve kényszerleszállást hajtanak végre a Maridun bolygón. Mivel a köztársasági erőkkel nincs kapcsolatuk, a Jedik békés Lurmen telepesektől kérnek segítséget. A háború azonban úgy tűnik ezen a távoli bolygón is utoléri őket Lok Durd, a szeparatista fegyvermérnök képében, aki épp kisebb kísérleti tömegpusztításra készül. |                             |                          |                        |                      |              |
| 15 | Trespass                    | Betolakodók              | 2009. január 30.       | 2009. május 17.      | 1.25         |
| Tanulság: Az önhittség mérgezi a bölcsességet. Megtámadtak egy köztársasági őrállomást! A Jedik elvesztették a kapcsolatot a sivár, hó borította Orto Plutonia bolygón létesített klónbázissal. Obi-Wan Kenobi és Anakin Skywalker, a közeli Pantora hold két vezetője kíséretében a bolygóra indulnak, hogy kivizsgálják, milyen sorsra jutottak a klónkatonák a távoli, kietlen bolygón. |                             |                          |                        |                      |              |
| 16 | The Hidden Enemy            | A titkos ellenség        | 2009. február 6.       | 2009. május 24.      | 2.01         |
| Tanulság: Az igazságnak örül az elme, de nem mindig örül a szív. Egy bolygó ostrom alatt áll! A szeparatista erők kíméletlenül pusztítják a Christopsis városait. A bolygó népe nem tudja visszaverni a támadást, szorult helyzetükben a jediktől kérnek segítséget. Obi-Wan Kenobi mester és Anakin Skywalker, hogy elejét vegyék a további pusztításnak, olyan akcióra készülnek, ami fordulatot hozhat a fontos csillagrendszerért vívott harcban. |                             |                          |                        |                      |              |
| 17 | Blue Shadow Virus           | A kék árnyék vírus       | 2009. február 13.      | 2009. május 31.      | 1.26         |
| Tanulság: A félelem olyan kórság, amire a remény a gyógyír. Rohamdroidok járnak a Naboon! A szeparatista lázadás végigsöpör a galaxison, s a fenyegetés a békés bolygókat is eléri. Miután kiderül, hogy szeparatista droidok járják a Naboo füves pusztáit, a vezetés felkészül a legrosszabbra. A hazájukat fenyegető inváziótól tartva Amidala szenátor és Binks képviselő a Naboora sietnek, hogy felmérjék a helyzetet. Ezalatt a gunganek mocsarainak vidékén van egy másik, még fenyegetőbb veszély: a rettegett Kék árnyék nevű járvány üti fel a fejét. |                             |                          |                        |                      |              |
| 18 | Mystery of a Thousand Moons | Az ezer hold rejtélye    | 2009. február 13.      | 2009. június 7.      | 2.02         |
| Tanulság: Egy morzsányi esély galaxisnyi reményt szül. A Jedik és klónkatonáik meghiúsították a szeparatistáknak azt a tervét, hogy a Köztársaság rendszereiben elterjesszék a halálos kék vírust. Obi-Wan Kenobi és Anakin Skywalker elfogták a vírust kitenyésztő álnok tudóst, Nuvo Vindi doktort. A fogolynak a coruscanti bíróságon kell majd felelnie tetteiért. |                             |                          |                        |                      |              |
| 19 | Storm Over Ryloth           | Vihar Ryloth fölött      | 2009. február 27.      | 2009. június 14.     | 1.15         |
| Tanulság: A nagyság csúcsaira rögös út vezet fel. A szeparatisták elfoglalták a twi’lekek otthonát, a Ryloth-ot, a szakadár Wat Tambor parancsnok vaskézzel irányítja új birtokát. A bolygó visszafoglalására három tábornok flottája áll össze, hogy több lépcsőben támadhassanak. A terv első részének teljesítése Anakinra és Ahsokára hárul, vagyis el kell foglalniuk a Ryloth űrt. A tervük azonban kudarcba fullad, mikor a kiváló szeparatista stratéga, Mar Tuuk kapitány csapdába csalja őket, és súlyos veszteségeket okoz Anakin flottájának. Ezután az ifjú Skywalker egy újabb, ezúttal merészebb és rá nézve veszélyesebb tervvel áll elő. |                             |                          |                        |                      |              |
| 20 | Innocents of Ryloth         | Az ártatlanok            | 2009. március 6.       | 2009. június 21.     | 1.17         |
| Tanulság: A háborúért mindenki túl nagy árat fizet. Míg Anakin megmaradt csillagrombolójával biztosítja az űrt, addig Obi-Wan Kenobi és klónjai igyekeznek biztonságos leszállóhelyet találni Windu csapatainak. Azonban Tambor egyik T-droidja (TX-20) egy légvédelmi protonágyúkkal védett faluból sikeresen megakadályoz minden légiforgalmat. Az ágyúkat a falu túszul ejtett lakosaival „védik”, így lehetetlen az űrből lebombázni a területet: a kisszámú klón csapatnak földi harccal kell elfoglalnia. Droid ellenfelük is éppen erre számít, és éheztetett bestiákat, gutkurrokat ereszt szabadon, akik elözönlik a területet. Közben két felderítő klón egy árván csatangoló kislánnyal akad össze, akit a gondjaikba vesznek.[forrás?]                         |                             |                          |                        |                      |              |
| 21 | Liberty on Ryloth           | Ryloth felszabadul       | 2009. március 13.      | 2009. június 28.     | 1.19         |
| Tanulság: A kompromisszumkészség erény, nem pedig megvetendő gyengeség. Miközben Obi-Wan a csapataival tovább nyomul, Windu századával a fővárost igyekszik bevenni. Ám a hosszúra nyúlt hadjárat folyamán súlyos veszteségeket szenvednek a köztársasági csapatok, és nem marad elég embere egy egész város bevételére. Így Windu kénytelen a helyi ellenállóktól segítséget kérni, akik viszont nem akarják az egyik megszálló sereget a másikra cserélni. Windu diplomácia útján próbálja meggyőzni Orn Free Taa szenátort és az ellenállók vezetőjét, Cham Syndullát, hogy egyezzenek meg, miközben a szeparatista vezér, Wat Tambor elrendeli a bolygó városainak bombázását, majd hozzálát, hogy a bolygó kincseit magához véve elmeneküljön a rendszerből.[forrás?] |                             |                          |                        |                      |              |
| 22 | Hostage Crisis              | Túszdráma                | 2009. március 20.      | 2009. július 5.      | 2.04         |
| Tanulság: A közös titok a bizalom alapja. Cad Bane és zsoldos bandája betör a Coruscantra és túszokat ejt a Szenátus épületében. A szenátorok – akik között ott van Amidala is – életéért cserében Ziro, a hutt szabadságát követeli. Palpatine, ha vonakodva is, de teljesíti a kérést. Bane azonban nem számol a feleségénél látogatást tett Anakinnal, aki szintén a lezárt épületben ragadt. Bane-nek el kell bánnia a Jedi lovaggal, és Ziroval együtt ki kell jutnia a Szenátusból, ha élve akarja megúszni az akciót.[forrás?] |                             |                          |                        |                      |              |

## Második évad: Rise of the Bounty Hunters (A fejvadászok felemelkedése)
| # | Epizód címe                  | Epizód címe                | Első amerikai sugárzás | Első magyar sugárzás | Gyártási kód |
| --- | ---------------------------- | -------------------------- | ---------------------- | -------------------- | ------------ |
| 1 | Holocron Heist               | Harc a holokronért         | 2009. október 2.       | 2010. április 8.     | 1.23         |
| Tanulság: A vereségből tanulni fél győzelem. Obi-Wan, Anakin és Ahsoka hősiesen küzdenek a Felucia bolygóért, ám hiába. Nem bírnak a droidokkal, így Plo Koon segítségével kénytelenek visszavonulni. Ahsoka azonban nem látja át a helyzetet, megtagadja a visszavonulási parancsot, csak nagy nehézségek árán tudják kimenteni. A Jedi Tanács visszahívja a Coruscantra, ahol Ahsoka Tanot, a Felucián történt engedetlensége miatt a Jedi Archívum védelmére osztják be. Eközben Darth Sidious felbéreli a hírhedt duros fejvadászt, Cad Bane-t, hogy törjön be a Jedi Templomba és lopjon el egy holokront, egy holografikus információkat tároló eszközt, amit csak a jedik tudnak kezelni. |                              |                            |                        |                      |              |
| 2 | Cargo of Doom                | Végzetes rakomány          | 2009. október 2.       | 2010. április 15.    | 1.13         |
| Tanulság: A túlzott önbizalom a gondatlanság legveszélyesebb fajtája. Cad Bane elfogta a rodiai Bolla Ropal Jedi lovagot, így megszerezte a kyber memóriakristályt, mely a Galaxis összes Erőérzékeny gyermekének a nevét tartalmazza. Egy szeparatista hadihajón menekül az üldözői elől. Közben megpróbálja rávenni Ropalt, hogy felnyissa a holokront, és azt egyesítve a kristállyal, megszerezze az adatokat, a Jedi-mester azonban belehal a kínzásba. Anakin és Ahsoka pedig egy klón különítménnyel már útban vannak, hogy elfogják. Az akció közben Anakin rájön, hogy Bane végig egy lépéssel előttük járt. A holokront csak egy Jedi nyithatja ki, és Bane-nek mindegy, ki ez a Jedi.[forrás?] |                              |                            |                        |                      |              |
| 3 | Children of the Force        | Az Erő gyermekei           | 2009. október 9.       | 2010. április 22.    | 2.03         |
| Tanulság: A hiba kijavításának első lépése a türelem. Cad Bane csellel kijutott a felrobbanó csillaghajóról, majd sikeresen kicsúszik Anakinék karmai közül is. A holokron és a kyber adatkristály segítségével elkezdi felkutatni és Sidious számára elrabolni az azonosított Erőérzékeny gyermekeket. Eközben Yoda, Anakin, Obi-Wan és Windu meditálással rájönnek, mely gyerekeket akarja Bane elrabolni. Obi-Wan a Rodiára siet, míg Anakin és Ahsoka a Naboon próbálja meg csapdába csalni a fejvadászt, hogy aztán megtudják, hová rejtette a holokront és az elrabolt gyerekeket[forrás?] |                              |                            |                        |                      |              |
| 4 | Senate Spy                   | A szenátus kémje           | 2009. október 16.      | 2010. április 29.    | 2.05         |
| Tanulság: Az igaz szívben nem szabad kételkedni. Anakin végre hazatér a frontról és együtt lehet feleségével, Amidalával. A szenátornőt azonban a Jedi Tanács próbálja beszervezni, hogy leleplezze az árulónak vélt Rush Clovist, az Intergalaktikus Bankár-Klán szenátorát. Clovis és Amidala régen közeli kapcsolatban álltak, ezért ő a tökéletes választott, de elutasította a feladatot. Ezért a Tanács Anakint küldi, hogy győzze meg Padmét: vállalja az életveszélyes küldetést. Anakinnek persze magának sem tetszik nagyon az ötlet: Padmé és régi szerelme újra találkoznak.[forrás?] |                              |                            |                        |                      |              |
| 5 | Landing at Point Rain        | Randevú a pokolban         | 2009. november 6.      | 2010. május 6.       | 2.07         |
| Tanulság: Higgy magadban vagy nem hisz benned senki. |                              |                            |                        |                      |              |
| 6 | Weapons Factory              | A fegyvergyár              | 2009. november 13.     | 2010. május 13.      | 2.08         |
| Tanulság: Nincs drágább ajándék a bizalomnál. Kicsi Poggle geonosisi szeparatista parancsnok elkeseredetten védekezik, és beveti az új szupertankokat. Ezeket nagyon erős energiapajzs védi, sugárfegyverrel vagy robbantással lehetetlen elpusztítani. Anakin és Luminara csapataikkal magukra vonják a szeparatisták tüzét, miközben padawanjaik, Ahsoka és Barriss azon vannak, hogy belülről pusztítsák el a droidgyárat. Bejutni meglehetősen könnyű egy Jedinek, azonban bent egy taktikai droid várja őket, aki megakadályozza a robbantást. Az egyetlen megoldás marad, hogy egy szupertankkal szétlövik a főreaktort, így azonban biztos, hogy nem jutnak ki élve időben a gyárból. A két padawan vállalja a biztosnak tűnő pusztulást.[forrás?] |                              |                            |                        |                      |              |
| 7 | Legacy of Terror             | Rémuralom                  | 2009. november 20.     | 2010. május 20.      | 2.09         |
| Tanulság: Néha nehezebb elfogadni a segítséget, mint felajánlani. Luminarának nyoma veszik a Geonosison. Obi-Wan és Anakin indulnak a mesternő keresésére néhány klónnal. Keresés közben a Jedik és a klónok élőhalottakkal kerülnek összetűzésbe, akiket a Geonosis vénséges-vén anya-királynőjének akarata irányít.[forrás?] |                              |                            |                        |                      |              |
| 8 | Brain Invaders               | Az élősködők               | 2009. december 4.      | 2010. május 27.      | 2.12         |
| Tanulság: Attachment is not compassion. / „Az érzelmi ragaszkodás nem azonos a könyörülettel” Miután a geonosisi agyférgek feljutnak arra a hajóra, melyen Ahsoka és Barriss utazik, a két padawanra hárul a feladat, hogy megmentsék a galaxist a halálos fenyegetéstől.[forrás?] |                              |                            |                        |                      |              |
| 9 | Grievous Intrigue            | Grievous csapdája          | 2010. január 1.        | 2010.                | 2.14         |
| Tanulság: For everything you gain, you lose something else. / „Minden nyereségnek veszteség az ára” Grievous elfogja a zabrak Jedi-mestert, Eeth Koth-t, a Jedi-tanács Obi Van-t és Anakint küldi a kiszabadításukra. Macska-egér harc kezdődik, melyben mindenki azt hiszi magáról, hogy ő a macska.[forrás?] |                              |                            |                        |                      |              |
| 10 | The Deserter                 | A dezertőr                 | 2010. január 1.        | 2010.                | 2.06         |
| Tanulság: It is the quest for honor that makes one honorable. / „Aki igyekszik a becsület útján járni, megbecsülést érdemel” A Peremvidék Saleucami bolygóján Grievous tábornok kényszerleszáll az őt üldöző jedik elől menekülve. A bolygón, mit sem sejtve, egy dezertált klónkatona él kis családjával, twi-lek társával és két gyerekükkel, eddig békésen, azonban a tábornok közvetlen droidcsapatai fenekestül felforgatják családja életét. A volt katonának ismét elő kell vennie tanult képességeit, hogy megvédje őket. |                              |                            |                        |                      |              |
| 11 | Lightsaber Lost              | Az ellopott fénykard       | 2010. január 22.       | 2010.                | 2.11         |
| Tanulság: Easy isn't always simple. / „Ami könnyű, nem mindig egyszerű” |                              |                            |                        |                      |              |
| 12 | The Mandalore Plot           | A mandalore-i összeesküvés | 2010. január 29.       | 2010.                | 2.13         |
| Tanulság: If you ignore the past, you jeopardize your future. / „Aki nem tekint a múltba, veszélybe sodorja a jövőt” A Mandalore-rendszerben, ami a múltban annyi háborút vívott a Köztársasággal, veszélybe kerül a pacifista Satine királynő felvilágosult uralma. Feltűnnek a Halálőrök, egy veszélyes terrorszervezet, akik szeretnék visszaforgatni az idő kerekét. Obi-Van a bolygóra indul tárgyalni. Titkos küldetése, hogy kiderítse, vajon a szeparatisták állnak-e a Halálőrség mögött?[forrás?] |                              |                            |                        |                      |              |
| 13 | Voyage of Temptation         | A kísértés útja            | 2010. február 5.       | 2010.                | 1.21         |
| Tanulság: Fear not for the future, weep not for the past. / „Ne félj a jövőtől, ne sírj a múlt miatt” Satine Cryze mandalori államfő és Tal Merrik, a szárnysegédje (semlegességpárti szenátorok, mint pl. Orn Free Ta, Onaconda Farr és mások) a Coruscantra megy, hogy a szenátus előtt cáfolja meg a Mandalore szeparatistákhoz való csatlakozásáról szőtt rágalmakat. A Köztársaság a Halálőrségtől féltve a hercegnőt, kiemelten kezeli biztonságukat, így Kenobi mester és Skywalker egy század klónnal velük tartanak a Coronet nevű királynői luxushajó fedélzetén. Skywalker közben kihúzza Kenobiból, hogy ifjúkorában már volt Jedi-testőr Satine mellett, sőt több, mint testőr, mivel romantikus kapcsolatba bonyolódtak. Később Kenobi és Satine a háború szükségességéről vitatkoznak - egykori - szerelmesekhez méltó hevességgel (Satine elutasít minden erőszakot), ezalatt az őrökre szeparatista orvgyilkos pókdroidok támadnak. Az egyik bejut a szenátori ebédlőterembe, de Kenobi és Satine végeznek vele és nagy tömegben kibocsátott gyilkos szondáival, az egyik szonda azonban sértetlen marad, és Kenobi elfogja. Míg Skywalker vizsgálatot folytat, miképp kerülhettek a droidok a fedélzetre, és kideríti, hogy csak az egyik szenátor lehetett a „csempész”, Kenobi Skywalker eredményei nyomán kiötli, hogy a gyilkos szondák nyilván úgy vannak programozva, hogy mindenkit elpusztítsanak, kivéve a programozót. Egy üvegdobozban tartva a pókszondát, mindegyik szenátort „leteszteli”, és a szonda mindegyikük látványára agresszivitást mutat, kivéve Tal Merriket. Merrik nem veszti el lélekjelenlétét, kiüti az üvegdobozt Kenobi kezéből, kiszabadítva a gyilkos szondát, a kialakuló pánik közepette pedig túszul ejti a hercegnőt. Erősítést kér továbbá a Halálőrség vezérétől, Pre Vizslától, aki az útvonalon várakozó szeparatista űrhajókat küld, amik megcsáklyázzák a Coronetet, és az őröknek fel kell venniük a harcot a beözönlő B2-es szuper harci droidokkal. Hamar legyőzik őket, de Merrik közben, nyomában Kenobival, a mentőkabinokhoz menekül. Kenobit egy bombával zsarolja: aláaknázta a hajót, és a kioldógomb a kezében van, ha megnyomja, mindenki elpusztul a fedélzeten. Az utolsó pillanatban Satine kiszabadítja magát (elterelve Merrik figyelmét azzal, hogy szerelmet vall Kenobinak, amit a cinikus Merrik mellesleg rendkívül nyálasnak tart), és elragadja a pisztolyát is, de az áruló nemcsak a gyilkosságnak, hanem az intrikának is mestere. Emlékezteti a hercegnőt, hogy ha lelőne valakit, azzal nevetségessé tenné pacifista elveit, Kenobit pedig arra, hogy ha támadni mer, mindenkit megöl vele a hajón, így egy Jedi lelkén fog száradni egy tömeggyilkosság. Gúnyolódni kezd a helyzet visszásságán elgondolkodó ellenfelein, és felteszi a kérdést: „Melyikőtök szándékozik könyörtelen gyilkossá válni?” Ekkor egy fénykard végez vele. A holtan elterülő Merrik mögül Anakin alakja bukkan elő. Kenobi kérdőre vonja, mire tanítványa azzal védekezik, hogy nem volt más választása, mint hogy megölje Merriket, mivel a bombától fenyegetett hajó utasainak életét kellett szem előtt tartania. Satine a veszély elmúltával újra magára ölti a megközelíthetetlen királynő modorát, végül pedig megérkeznek Coruscantra. |                              |                            |                        |                      |              |
| 14 | Duchess of Mandalore         | Mandalore hercegnője       | 2010. február 12.      | 2010.                | 2.16         |
| Tanulság: In war, truth is the first casualty. / „A háború első áldozata az igazság” |                              |                            |                        |                      |              |
| 15 | Senate Murders               | Gyilkosságok a szenátusban | 2010. március 19.      | 2010.                | 2.10         |
| Tanulság: Searching for the truth is easy. Accepting the truth is hard. / „Az igazságot keresni könnyű, elfogadni nehéz” Megmérgezik Onaconda Farr rodiai szenátort, aki múltbeli árulását megbánva, hosszú ideje újra a Köztársaságot szolgálta. A tettes csak egy szenátor lehet. A gyanú a köztársasági hadilobbi szószólóira (konkrétan Halle Burtoni kaminói szenátornőre és Mee Deechi umbarai szenátorra) terelődik. Padmé, aki Farr szenátorral együtt küzdött a lobbi ellen, veszélyes magánnyomozásba kezd, hogy leleplezze a gyilkost. Az eredmény nem egészen az, amit elképzelt (ld. itt).[forrás?] |                              |                            |                        |                      |              |
| 16 | Cat and Mouse                | Macska-egér harc           | 2010. március 26.      | 2010.                | 2.17         |
| Tanulság: A wise leader knows when to follow. / A bölcs vezető, ha kell, engedelmes tud lenni |                              |                            |                        |                      |              |
| 17 | Bounty Hunters               | Fejvadászok                | 2010. április 2.       | 2010.                | 2.19         |
| Tanulság: Courage makes heroes, but trust builds friendship. / „A hősöket a bátorság szüli, a barátokat a bizalom” Jedik keverednek bele egy kalózok elleni harcba. Hondo Onaka békés bolygókat fosztogat a mezőgazdasági terményeikért, az egyiken a lakók fejvadászokat bérelnek fel a weequay banda megállítására. A Jedik is beszállnak. Hét hős harcol a túlerő ellen egy kis falu lakosaiért.[forrás?] |                              |                            |                        |                      |              |
| 18 | The Zillo Beast              | A Zillo-sárkány            | 2010. április 9.       | 2010.                | 2.22         |
| Tanulság: Choose what is right, not what is easy. / „A helyes utat válaszd, ne az egyszerűt” Egy köztársasági szuperfegyvert sikerrel vetnek be a dugok anyabolygóján a Konföderáció ellen. Azonban nem várt hatás lép fel, és felébreszt egy addig a Föld mélyén alvó hatalmas páncélos Zillo fenevadat. Ezeket a szörnyeket még fénykarddal sem lehet elpusztítani.[forrás?] |                              |                            |                        |                      |              |
| 19 | The Zillo Beast Strikes Back | A Zillo-sárkány visszavág  | 2010. április 16.      | 2010.                | 2.23         |
| Tanulság: The most dangerous beast is the beast within. / „Az a szörny a legveszélyesebb, amelyik bennünk él” Palpatine kíváncsi a Zillo elpusztíthatatlanságának titkára, és egy szuperhadsereg felállítását tervezve, a Coruscant genetikai kutatólaborjaiba szállítja az elkábított szörnyet, óriási biztonsági készültség mellett. De nincs olyan biztonsági fokozat, ami megállítana egy Zillo szörnyet, ha sikeresen elszabadul.[forrás?] |                              |                            |                        |                      |              |
| 20 | Death Trap                   | Halálos csapda             | 2010. április 23.      | 2010.                | 2.15         |
| Tanulság: Who my father was matters less than my memory of him. / „Nem az a fontos, hogy ki volt az apám, hanem, hogy milyen emléket őrzök róla” Az árva Boba Fett Aurra Sing, a veszedelmes fejvadásznő gyámsága alá kerül. Sing könyörtelen harcost akar faragni a fiúból, és ehhez felhasználja a fiú gyűlöletét apja elpusztítója, Mace Windu Jedi-mester ellen. A fiú magát klónkadétnak álcázva bejut egy köztársasági cirkálóra, és sikertelen terrormerényletet hajt végre Windu ellen. Menekülése során választás elé kerül: feláldozhat-e ártatlan életeket a bosszúért?[forrás?] |                              |                            |                        |                      |              |
| 21 | R2 Come Home                 | Menj haza, Artu            | 2010. április 30.      | 2010.                | 2.18         |
| Tanulság: Adversity is friendship's truest test. / „A veszedelem a barátság próbaköve” Fett és csapata újabb csapdát állít Windunak a cirkáló romjaiban. Anakin és Windu a roncsok fogságába kerül. Artura vár a feladat, hogy segítséget hozzon Coruscantről. A kis robot számtalan kalandot túlélve, sikeresen teljesíti a küldetést.[forrás?] |                              |                            |                        |                      |              |
| 22 | Lethal Trackdown             | Halálos üldözés            | 2010. április 30.      | 2010.                | 2.20         |
| Tanulság: Revenge is a confession of pain. / „A bosszú bevallott fájdalom” A Jedik végre a Sing-banda nyomába eredhetnek. Ahsoka megtalálja Sing és Fett rejtekhelyét. Fett fogságba esik, Singgel pedig a végső leszámolás következik.[forrás?] |                              |                            |                        |                      |              |

## Harmadik évad: Secrets Revealed (Lehull a lepel)
| # | Epizód címe          | Epizód címe           | Első amerikai sugárzás | Első magyar sugárzás | Gyártási kód |
| --- | -------------------- | --------------------- | ---------------------- | -------------------- | ------------ |
| 1 | Clone Cadets         | Klónkadétok           | 2010. szeptember 17.   | 2011. április 7.     | 3.01         |
| Tanulság: Brothers in arms are brothers for life. / „A bajtársak testvérek maradnak egy életen át” Grievous tábornok vakmerő támadást indít a kaminoi klónközpont ellen. Egy leselejtezés előtt álló klónszakaszra vár a feladat, hogy megmentse a helyzetet. |                      |                       |                        |                      |              |
| 2 | ARC Troopers         | ARC harcosok          | 2010. szeptember 17.   | 2011. április 7.     | 3.02         |
| Tanulság: Fighting a war tests a soldier's skills, defending his home tests a soldier's heart. / „Az otthon védelme, a katona szívének próbája” |                      |                       |                        |                      |              |
| 3 | Supply Lines         | Utánpótlás            | 2010. szeptember 24.   | 2011. április 14.    | 2.24         |
| Tanulság: Where there's a will, there's a way. / „Mindent lehet, csak akarni kell” |                      |                       |                        |                      |              |
| 4 | Sphere of Influence  | Piszkos módszerek     | 2010. október 1.       | 2011. április 14.    | 2.25         |
| Tanulság: A child stolen is a lost hope. / „Az ellopott gyermek, elveszett remény” A militarista Pantora-hold szenátorának, Papanoida bárónak a lányait elrabolják. A tettes Greedo, a rodiai fejvadász. A nyomok előbb Jabbához, majd (miután a hutt maffiavezér ártatlannak, sőt korrektnek bizonyul) a Kereskedelmi Szövetség felé vezetnek. A báró személyesen vezeti a nyomozást. |                      |                       |                        |                      |              |
| 5 | Corruption           | Korrupció             | 2010. október 8.       | 2011. április 21.    | 3.04         |
| Tanulság: The challenge of hope is to overcome corruption. / „Aki kiirtja a korrupciót, a remény magját veti el” A Mandaloron újra felütötte fejét a bűnözés, amely, mint kiderül, már a kormányőrséget is megfertőzte. Egy csapat testőrkadét, miközben leleplez egy botrányt, halálos veszélybe kerül. |                      |                       |                        |                      |              |
| 6 | The Academy          | Az Akadémia           | 2010. október 15.      | 2011. április 21.    | 2.26         |
| Tanulság: Those who enforce the law must obey the law. / „Aki betartatja a törvényt, maga is tartsa be azt” |                      |                       |                        |                      |              |
| 7 | Assassin             | Merénylet             | 2010. október 22.      | 2011. április 28.    | 2.21         |
| Tanulság: The future has many paths – choose wisely. / „A jövő megannyi út, bölcsen válassz közülük” Ahsoka látomásai szerint Aurra Sing visszatért, és egy Padmé Amidala elleni merényletre készül, amelyet egy közelgő politikai konferencián akar végrehajtani. A fejvadásznő terve ördögien ravasz, így mindenkinek nehezére esik, hogy komolyan vegye a padawant. Amidala ennek ellenére úgy dönt, felkészül minden eshetőségre, és megbízza őt, hogy segítsen a konferencia biztonsági előkészületeiben. A merénylő valóban megérkezik, és a küzdő felek bevetik minden ravaszságukat, hogy elérjék céljaikat. |                      |                       |                        |                      |              |
| 8 | Evil Plans           | Gonosz tervek         | 2010. november 5.      | 2011. április 28.    | 3.03         |
| Tanulság: A failure in planning is a plan for failure. / „A hibás tervezés a hiba tervezése” |                      |                       |                        |                      |              |
| 9 | Hunt for Ziro        | Ziro nyomában         | 2010. november 12.     | 2011. május 5.       | 3.05         |
| Tanulság: Love comes in all shapes and sizes. / „A szerelem mindenkit megszépít” Cad Bane és Obi-Wan Quinlan Vos-szal társulva versenyt futnak, hogy elkapják a Hutt bűnözőt, Ziro-t, aki felbérelte Singet Amidala szenátornő ellen. |                      |                       |                        |                      |              |
| 10 | Heroes on Both Sides | Hősök mindkét oldalon | 2010. november 19.     | 2011. május 5.       | 3.06         |
| Tanulság: Fear is a great motivator. / „A félelem gyakran tettre sarkall” Az epizód főleg Ahsoka személyére koncentrál. A Palpatine kancellár elleni szervezkedés a szenátorok körében egyre komolyabbá válik, a pacifistává lett Amidala szenátor titkos és illegális találkozót bonyolít le a szeparatisták békére vágyó szárnyának legjelentősebb alakjával, a raxuson élő Mina Bonterivel, a szeparatista Onderon szenátornőjével. Sajnos a békét egyik fél vezetői sem akarják igazán. Dooku gróf, míg egy holokonferencián színleg helyesli Amidala álláspontját, Palpatine parancsára előkészít egy terrorakciót a Coruscant ellen, ami megbénítaná a bolygó áramellátó központját. Ha az akció sikeres lesz, a megindult kiegyezés a gyűlölet és bizalmatlanság még mélyebb hullámába fordul majd át. Dooku parancsot ad Grievous tábornoknak a Mina Bonteri elleni merényletre is. Közben Amidala és a jobb meggyőződése ellenére őt testőrként elkísérő Ahsoka találkoznak Bonterival az ellenséges vonalak mögött. Ahsoka, és Bonteri fia, Lux, a kölcsönös bizalmatlanság ellenére összebarátkoznak, mivel alapjában véve mindkét ifjú nyílt, becsületes és jóindulatú. Beszélgetésük feltárja a köztársaságiak és a szeparatisták egymás elleni sérelmeit, érdekeit, végül mindketten jelentősen árnyaltabban látják ezután a gonosz ellenség képét. Az epizód cselekménye a negyedik évad A Friend in Need c. részében is folytatódik (ebből többek között kiderül, hogy Mina Bonterit valóban meggyilkolták a szeparatisták). |                      |                       |                        |                      |              |
| 11 | Pursuit of Peace     | A béke keresése       | 2010. december 3.      | 2011. május 12.      | 3.07         |
| Tanulság: Truth can strike down the specter of fear. / „Az igazság sokszor elkergeti a félelem kísértetét” |                      |                       |                        |                      |              |
| 12 | Nightsisters         | Az éj leányai         | 2011. január 7.        | 2011. május 12.      | 3.08         |
| Tanulság: The swiftest path to destruction is through vengeance. / „A pusztulás legrövidebb útja a bosszú” Dooku gróf Palpatine parancsára elcsapja tanítványát, Asajj Ventresst, mert a nő ereje túlságosan nagyra nőtt. A szakítás nem békés és Ventress kis híján meghal. Anyabolygójára, a Dathomirra menekül, ahol népe, az éjnővérek, valamint a nekik alávetett zabrakok élnek. Ventress bosszút forral Dooku ellen. |                      |                       |                        |                      |              |
| 13 | Monster              | Szörny                | 2011. január 14.       | 2011. május 19.      | 3.10         |
| Tanulság: Evil is not born, it is taught. / „A gonoszságot nem öröklik, hanem tanulják” Dookunak új tanítványa lesz: Savage Opress, egy könyörtelen zabrak harcos. Egyikük sem tudja, hogy Opress csupán Ventress bosszújának eszköze. |                      |                       |                        |                      |              |
| 14 | Witches of the Mist  | A köd boszorkányai    | 2011. január 21.       | 2011. május 19.      | 3.12         |
| Tanulság: The path to evil may bring great power, but not loyalty. / „A gonosz útján járva a hatalmat meglelheted, de a hűséget nem” Dooku kiképzésének első lépcsője a Ventress által felkutatott zabrak bérgyílkos-tanítványon a befejezéshez közelít. A jedik megkezdik a devaroni mészárlás végrehajtója utáni keresést. Kenobi hitét Darth Maul halálában Yoda megerősíti, egy új zabrak tanítványról van szó. A Jeditanács Kenobit Anakinnal a Dathomirra küldik, kideríteni a veszély forrását. Gooku kiadja Savage első feladatát: elé kell hoznia Katuunko tojdariai királyt, élve. Közben a két jedi eljut az éjnővérekhez, Talzin anya megadja Dooku új bérgyilkosának nevét és lelőhelyét. Talzin javasolja Ventressnek, zabrak tanítványával a tojdariai küldetését követően használja ki az esélyt Dooku megölésére. Savage-ot az idejében érkező két jedi megzavarja, a viadalban a királyt a zabrak megfojtja, majd áldozatával együtt elmenekül a bolygókörüli pályán mozgó Dooku hajójára. A gróf a sikertelen túszejtés láttán megbünteti tanoncát. A büntetést, vagy kivégzést Ventress színre lépése szakítja félbe, azonban Savage-zsal közös merénylete Dooku ellen sikertelen lesz. Kenobiék úgy hiszik, Dooku bosszúból ölette meg a királyt, a túszejtésről nem tudnak. A zabraknak közben az őt üldöző két jedivel is meg kell küzdenie a gróf hajóján. Ventress és Savage is elmenekül, vissza a Dathomir felszínére. Savage a Dooku elleni merénylet végével úgy hiszi, Ventress elárulta őt. Tanácsot kér Talzin anyától, aki a Külső Gyűrűbe küldi, egy még élő bátyjához. A száműzetésben élő zabraktól megtanulhatja a neki szükséges sötét erőt uralni, hogy legyőzze ellenfeleit. Kap egy éjnővér-talizmánt, mellyel meg fogja találni őt (ez a száműzött zabrak az I. rész végén Kenobi által ketté vágott Darth Maul). |                      |                       |                        |                      |              |
| 15 | Overlords            | A Mindenség Urai      | 2011. január 28.       | 2011. május 26.      | 3.09         |
| Tanulság: Balance is found in the one who faces his guilt. / „Aki szembenéz bűntudatával, egyensúlyra talál” |                      |                       |                        |                      |              |
| 16 | Altar of Mortis      | Mortis oltára         | 2011. február 4.       | 2011. május 26.      | 3.11         |
| Tanulság: He who surrenders hope, surrenders life. / „Aki feladja a reményt, az életet adja fel” Mielőtt a Jedik elhagyhatnák a Mortis-t, a Fiú elrabolja Ashoka-t, hogy megpróbálja Anakin-t átállítani. Anakin-nak az Atyá-val és a Leány-nyal kell egyesíteni az erejét, hogy legyőzzék a Fiú-t. Eközben a Fiú egy sötét mágiával átállítja Ashoká-t a sötét oldalra. |                      |                       |                        |                      |              |
| 17 | Ghosts of Mortis     | Mortis szellemei      | 2011. február 11.      | 2011. június 2.      | 3.13         |
| Tanulság: He who seeks to control fate shall never find peace. / „Aki uralni akarja a végzetet, nem talál békét” A Jedi-k Mortis-on rekedtek, a Fiú egyre erősebb a sötét oldalban és Anakin-t próbálja most átállítani. Anakin megdöbbent, amikor meglátta a sötét jövőt. A Fiú azt ígéri ha mellé áll, akkor együtt elháríthatják ezt a végzetet. |                      |                       |                        |                      |              |
| 18 | The Citadel          | Az Erőd               | 2011. február 18.      | 2011. június 2.      | 3.14         |
| Tanulság: Adaptation is the key to survival. / „Az alkalmazkodás a túlélés záloga” |                      |                       |                        |                      |              |
| 19 | Counterattack        | Ellentámadás          | 2011. március 4.       | 2011. június 9.      | 3.15         |
| Tanulság: Anything that can go wrong will. / „Ami elromolhat, az el is romlik” |                      |                       |                        |                      |              |
| 20 | Citadel Rescue       | Menekülés az Erődből  | 2011. március 11.      | 2011. június 9.      | 3.17         |
| Tanulság: Without honor, victory is hollow. / „Becsület nélkül üres a győzelem” |                      |                       |                        |                      |              |
| 21 | Padawan Lost         | Az elveszett padawan  | 2011. április 1.       | 2011. június 16.     | 3.16         |
| Tanulság: Without humility, courage is a dangerous game. / „Alázat nélkül veszélyes játék a bátorság” Egy szeparatista erőd ostroma közben Ahsoka nyom nélkül eltűnik. Egy trandosán kolónia fogságába kerül számos más áldozattal együtt, ahol fogságba ejtőik sportból életre-halálra vadásznak rájuk. Anakin kétségbeesetten keresi a padawanját, ám annak magának kell kimásznia a bajból. |                      |                       |                        |                      |              |
| 22 | Wookiee Hunt         | Vuki vadászat         | 2011. április 1.       | 2011. június 16.     | 3.18         |
| Tanulság: A great student is what the teacher hopes to be. / „A jó tanítvány, mestere álmát váltja valóra” |                      |                       |                        |                      |              |

## Negyedik évad: Battle Lines (Frontvonalak)
| # | Epizód címe            | Epizód címe              | Első amerikai sugárzás | Első magyar sugárzás | Gyártási kód |
| --- | ---------------------- | ------------------------ | ---------------------- | -------------------- | ------------ |
| 1 | Water War              | Háborgó Tenger           | 2011. szeptember 16.   | 2012. április 9.     | 3.22         |
| Tanulság: When destiny calls, the chosen have no choice. / „Ha hívja a sors, a kiválasztott nem mondhat nemet” A szeparatisták polgárháborút robbantanak ki a Mon Calamari óceánbolygón, ahol két nép, a mon calamari és a quarren hosszú idők óta békében élt a mindenkori calamari király uralkodása alatt. A királyt a bolygón tárgyaló szeparatista követ és ügynök merényletben meggyilkolja, a lázadó quarrenek pedig elutasítják fia, Lee-Char herceg uralmát, (jogosan) arra hivatkozva, hogy még kiskorú. A kirobbanó polgárháborúban a quarren hangadó, aki a CIS ügynöke, behívja a szakadár csapatokat segítségül, akik persze már régóta ugrásra készen állnak. A támadás elsöpri az Ackbar parancsnok vezette ifjú herceg védőhadait, és letaszítja a trónról. |                        |                          |                        |                      |              |
| 2 | Gungan Attack          | Gungan támadás           | 2011. szeptember 16.   | 2012. április 10.    | 3.23         |
| Tanulság: / „Csak a tűz edzi erősre a kardot” A Köztársaság a mon calamari herceg mellé áll, és Jediket és klónokat küld segítségül. Azonban a szakadárok még így is fölényben vannak. Anakin belátja, hogy olyan csapatok kellenek, akiknek életeleme a vízi élet és harc. Ilyen nép csak egy lakik a közelben: a gunganek. |                        |                          |                        |                      |              |
| 3 | Prisoners              | Fogolytábor              | 2011. szeptember 23.   | 2012. április 11.    | 3.24         |
| Tanulság: Crowns are inherited, kingdoms are earned. / „A koronákat öröklik, a királyságokért megküzdenek” A gunganek hajlandóak segíteni, és bátran küzdenek, azonban közben a herceg és a Jedik a szakadárok fogságába esnek. A herceg látszólag őrült módon bízik abban, hogy a lázadó quarrenek, diadaluk küszöbén, mégiscsak visszatérnek hozzá. Az epizód elmondja, hogyan lesz igaza. |                        |                          |                        |                      |              |
| 4 | Shadow Warrior         | Árnyharcos               | 2011. szeptember 30.   | 2012. április 12.    | 3.19         |
| Tanulság: Who a person truly is cannot be seen with the eye. / „Az ember igazi természete szemmel nem látható” A Naboo bolygón a háború veszélye fenyegeti a Köztársaságot, mivel a Naboo-iak és a Gungan-ek külön-külön tagjai a Köztársaságnak, ezért a Gungan-ek vezére a Szeparatisták-hoz akar csatlakozni, akik időközben megérkeznek a bolygóra. Viszont az egyik gungan mágiával irányítja a vezért, amelyet Anakin-nak sikerül megtörnie. És miközben az árulót követi Anakin, Grievous előkészíti a seregét a Naboo elfoglalására. Vajon a Gungan-ek elég ideig ki tudnak tartani Grievous tábornokkal szemben, amíg a klónok megérkeznek? |                        |                          |                        |                      |              |
| 5 | Mercy Mission          | Segélyakció              | 2011. október 7.       | 2012. április 13.    | 3.20         |
| Tanulság: Understanding is honoring the truth beneath the surface. / „A megértés a mélyen rejlő igazság elismerése” |                        |                          |                        |                      |              |
| 6 | Nomad Droids           | Kósza droidok            | 2011. október 14.      | 2012. április 16.    | 3.21         |
| Tanulság: Who's the more foolish, the fool or the fool who follows him? / „Ki a bolondabb: a bolond, vagy az, aki követi őt?” |                        |                          |                        |                      |              |
| 7 | Darkness on Umbara     | Sötétség Umbara-n        | 2011. október 28.      | 2012. április 17.    | 3.25         |
| Tanulság: The first step towards loyalty is trust. / „A bizalom az első lépés a hűség felé” A Köztársaság megszállja a szakadár umbara bolygót. Az umbaraiak hadserege erős, a végsőkig lojális a CIS-hez, és technikailag nagyon fejlett. A klónhadsereg nagyobb részét kitevő, Rex százados vezette 501-es légió újabb és újabb kihívások elé kerül, a vezető Jedi-tábornok, Pong Krell, pedig az öngyilkos frontális támadások stratégiájának híve, amely semmiféle tekintettel nincs a katonák életére. A klónok egyre inkább megkérdőjelezik Krell hadvezetési képességeit vagy jószándékát. |                        |                          |                        |                      |              |
| 8 | The General            | A tábornok               | 2011. november 4.      | 2012. április 18.    | 3.26         |
| Tanulság: The path of ignorance is guided by fear. / „A tudatlanság útján járót a félelem vezérli” |                        |                          |                        |                      |              |
| 9 | Plan of Dissent        | Egy másfajta terv        | 2011. november 11.     | 2012. április 19.    | 4.01         |
| Tanulság: The wise man leads, the strong man follows. / „A bölcs vezet, az erős követi a bölcset” Néhány klón, Krell tilalma ellenére, partizánakcióba kezd, hogy az umbaraiak ellentámadását megállítsa. Az akció sikeres, Rex parancsnok pedig dilemma elé kerül: katonái mellé álljon-e, akik megmentették több ezer társuk életét, vagy pedig Krell mellé, és büntesse meg embereit engedetlenség miatt? |                        |                          |                        |                      |              |
| 10 | Carnage of Krell       | „Krell mészárlása”       | 2011. november 18.     | 2012. április 20.    | 4.02         |
| Tanulság: Our actions define our legacy. / „Életünk értékét a tetteinken mérik le” Krell elrendeli a két életben maradt parancsmegtagadó klón statáriális (tárgyalás nélküli) kivégzését, de a Dogma nevű klón vezette kivégzőosztag (Dogma akarata ellenére) „elhibázza” a lövéseket, majd megtagadja a további engedelmességet, mivel hősnek és nem árulónak tekinti az „elítélteket”. Krell tévesen Rex századost gyanúsítja meg, hogy ő áll a lázadás mögött, de az események tisztázására nincs idő, egy, a felderítőktől bejövő holoüzenet szerint ugyanis megindult az umbaraiak ellentámadása a bázis ellen. Krell megparancsolja az umbarai ellenállás azonnali felszámolását, és a felderítők üzenetének tartalmára hivatkozva felhívja a műveletet vezető Rex százados figyelmét, hogy az ellenség a klónoktól zsákmányolt páncélzatot és fegyvereket használ megtévesztésül. Rex emberei megtámadják a klónoknak öltözött umbaraiakat, de a parancsnok, amikor leveszi az egyik megölt ellenfél félig lecsúszott sisakját, megdöbben, mert a halott is klón volt, Kenobi mester századainak tagja. Miután Rex nagy nehezen megállítja az egymásra lövöldözést, az „ellenség” halálosan megsérült vezetője, Waxer elmondja, hogy Krelltől származnak azok a koordináták, ahol a megtámadandó csapatokat (vagyis Rex légióját) sejtették (ezután meghal). Ez azt jelenti, hogy Krell tudatosan uszította egymásra a két osztagot. A klónok visszamennek a bázisra, ahol az irányítótoronyban kérdőre vonják az árulónak sejtett Jedi-t. Krell tábornok árulónak mondja őket, és elmenekül, az üldözőket pedig sorra mészárolja le, de egy Tup nevű újonc lélekjelenlétének hála, végül csapdába csalják, elkábítják és bebörtönzik, Dogmával együtt, aki még mindig hisz Krell ártatlanságában és a katonai rendben, ezért fegyverrel próbálta megállítani a klónokat. Amint kiderül, a tábornok abban mégsem hazudott, miszerint az umbaraiak ellentámadása küszöbön áll, ezért a klónok úgy döntenek, nem kockáztathatják, hogy egy potenciális áruló (ráadásul tábornok, aki mindent tud a hadműveletekről) átálljon a szeparatistákhoz, így meg kell ölni. A börtönben Rex kérdőre vonja, miért gyilkolta a saját csapatait, mire Krell meg sem próbálja titkolni, hogy áruló, hogy gyűlöl minden klónkatonát, és hogy szeretne átállni a szakadárokhoz, mert az Erő feltárta neki, hogy a Köztársaság ügye el fog veszni. A végsőkig hűséges Dogmát szidalmazza a klónok közül a legjobban, mint ostoba bábot, aki mindig az ő érdekeit szolgálta. Rex a vallomás ellenére sem bírja lelőni az árulót, de Dogma nem bírja el az igazságot, és az egyik őrklón fegyverét hirtelen magához ragadva, megöli a Jedit. |                        |                          |                        |                      |              |
| 11 | Kidnapped              | Elhurcolva               | 2011. november 25.     | 2012. április 23.    | 4.03         |
| Tanulság: Where we ae going always reflects where we came from. / Az úti célunkból kitűnik, honnan jöttünk A 11-14. epizódtrilógia az egykori nagy rabszolgatartó és -kereskedő birodalom, a zigériaiak kísérletét mutatja be hatalmuk visszaszerzésére a szakadárokkal való szövetségben, valamint, hogy Skywalker, Kenobi, és Tano, akinek népét, a togrutaiakat zigériai kereskedők ejtik fogságba, hogyan akadályozza ezt meg. Az első részben a szeparatisták elfoglalják a békés Kiros bolygót, amelyen csak egy néhány millió fős teljesen békés togruta telepesközösség él, akik művészeti cikkek gyártásával és exportjával foglalkoznak. Dooku gróf „védelem alá helyezi” a telepeseket, valójában a zigériaiak elszállítják őket rabszolgának (a zigériaiak az értük kapott pénzből szeretnék feltámasztani üzletüket és birodalmukat). A segélyhívásra Skywalker és Kenobi mester csapatai a bolygóra érkeznek, és gyorsan felszámolják a maroknyi droidsereget, de a szeparatista parancsnok, Darts D'Nar, többször is kicselezi a Jediket, végül azonban Skywalker elkapja. |                        |                          |                        |                      |              |
| 12 | Slaves of the Republic | A Köztársaság rabszolgái | 2011. december 2.      | 2012. április 24.    | 4.04         |
| Tanulság: Those who enslave others, inevitably become slaves themselves. / „Akik másokat rabszolgává tesznek, maguk is rabszolgává válnak” |                        |                          |                        |                      |              |
| 13 | Escape from Kadavo     | Menekülés Kadavo-ról     | 2012. január 6.        | 2012. április 25.    | 4.05         |
| Tanulság: Great hope can come from small sacrifices. / „Apró áldozatok nagy reményt szülhetnek” |                        |                          |                        |                      |              |
| 14 | A Friend in Need       | Barát a bajban           | 2012. január 13.       | 2012. április 26.    | 4.06         |
| Tanulság: Friendship shows us who we really are. / „A barátság megmutatja, kik vagyunk valójában” Visszatér a harmadik évad tizedik (Heroes on Both Sides / Hősök mindkét oldalon) részében megismert Lux Bonteri. Bonteri bosszút akar állni anyja gyilkosán (tudja, hogy Dooku az), és szövetkezik a mandalori Halálőrség nevű szabadcsapat vezérével, Pre Vizslával, akit Dooku szintén elárult. Ahsoka belekeveredik az ügybe, és hiába próbálja lebeszélni Luxot, az titokban találkozik a Halálőrség alhadnagynőjével, Bo-Katannal. Ám Bonterinek látnia kell, hogy a Halálőrség nem egy igaz ügyért küzdő felkelő szervezet, hanem valóban könyörtelen terrorbanda. A néző számára ez kezdetben csak a droidokkal való kegyetlenkedésben merül ki, ám, mint kiderül, ugyanúgy bánnak az élő foglyokkal is, akiktől élelmet zsarolnak ki, és akiket rabszolgamunkára kényszerítenek, azzal hitegetve őket, hogy csak ideiglenesen teszik. Amikor Vizsla egy vita lezárásaként elrendeli egy falu kiirtását, Bonteri és Ahsoka a Halálőrség ellen fordul. Ketten kerülnek szembe egy nagy csapat martalóccal, a helyzetet Artu Detu menti meg, akit Vizsla arra kényszerített, hogy javítsa meg a szétlőtt, gladiátorként és céltáblaként használt droidokat, amiket gyakorlatozásra használnak. A gladiátordroidok beszállnak a csetepatéba Bonteri oldalán, és így sikerül elmenekülniük. Ahsoka és Bonteri útjai azonban - a köztük bontakozni kezdő románc ellenére - elválnak, Bonterit nem lehet visszatartani az anyja gyilkosain gyakorolt bosszú gondolatától, és egy mentőkabinban megszökik a lánytól, azzal az ígérettel, hogy amint lehet, újra felkeresi (az ötödik évad második–harmadik részében ismét találkoznak). |                        |                          |                        |                      |              |
| 15 | Deception              | Megtévesztés             | 2012. január 20.       | 2012. április 27.    | 4.07         |
| Tanulság: All warfare is based on deception. / „Minden háború alapja a megtévesztés” Egy mesterlövész megöli Obi-Wan-t, de ez csak megtévesztés, melyet a Jedi tanács szervezett meg, hogy elkapjanak egy bűnözőt, aki Palpatine kancellár életére akar törni. A merénylő fejvadász neve Rako Hardeen, aki azt hitte, hogy jó munkát végzett, Windu és Obi-Wan elkapja és semlegesíti. Kenobi mester vállalja, hogy átplasztikázzák, hogy megtévesztésig hasonlítson a bérgyilkosra, majd beépül a coruscanti börtön alvilágába, ahol hamarosan rátalál a Palpatine elleni merényletterv operatív vezetőjére, aki Cad Bane-nel társulva, bár Bane akarata ellenére, beveszi a csapatba, majd Kenobi segítségével meg is szöknek a börtönből. |                        |                          |                        |                      |              |
| 16 | Friends and Enemies    | „Barátok és ellenségek”  | 2012. január 27.       | 2012. április 30.    | 4.08         |
| Tanulság: Keep your friends close, but keep your enemies closer. / „Ne csak a barátodat, az ellenségedet is tartsd a közeledben.” Az epizód Kenobi és Cad Bane lélektani küzdelmét mutatja be, a duros gazfickó, mivel nem szeretne osztozkodni, és ösztönösen bizalmatlan a jedi iránt, majdnem sikeresen próbálja meg az inkognitóba öltözött Kenobit eltávolítani a bérgyilkos-csapatból. Közben Skywalker megpróbál bosszút állni mestere haláláért, nem is sejtve (a Jedi Tanács ugyanis szinte senkit nem avatott be a szupertitkos tervbe Windun és Kenobin kívül, tartva az árulástól, lehallgatástól, lévén, hogy a főkancellár élete van veszélyben), hogy épp Kenobit támadja meg. A mester kénytelen feltárni tanítványának az igazságot. |                        |                          |                        |                      |              |
| 17 | The Box                | „A doboz”                | 2012. február 3.       | 2012. május 1.       | 4.09         |
| Tanulság: The strong survive, the noble overcome. / „Az erős túléli a vészt, a nemes szívű úrrá lesz rajta” Az epizódban, amely részben alighanem tisztelgés a Kocka c. horrorfilm előtt, Moralo Eval, aki Dooku gróf megbízásából a Palpatine elleni merényletet szervezi, és akit kenobi megszöktetett a börtönből, egy sereg fejvadászt toboroz össze, és óriási jutalmat kínál nekik, ha a Palpatine elleni merénylet sikerül. Azonban belépőt kell fizetni, medrt csak a legjobbak vehetnek részt az akcióban; a fejvadászoknak egy kemény próbát kell kiállniuk: a ravasz és halálos csapdákkal teli börtönszerű építmény, a Doboz kihívását. A túléléshez erőnlétre és észre egyaránt szükség van, csak pár fejvadász marad életben, köztük Kenobi, és Bane is. A próbák során Kenobi annyira jól szerepel, hogy Dooku megkérdőjelezi Eval Dobozának értelmét, és képességeit a merénylet vezetésére. Eval dühében úgy dönt, végez Kenobival, és egy lehetetlen feladat elé állítja. A Jedi kudarcot is vall, meglepetésére azonban maga Cad Bane menti meg, aki Dookuval együtt követeli a tisztességes küzdelmet, hiszen az éles helyzetben sem lehet majd csalni. Kenobi könnyedén legyőzi Evalt, de nem hajlandó megölni, mondván, hogy semmilyen személyes problémája nincs, vele, csak el akarja végezni a munkát, amiért jött, és megkapni a pénzt. Dooku megfontolva a dolgokat, Bane-t teszi meg az akció fejévé, de Kenobi és Eval is benne marad a csapatban. |                        |                          |                        |                      |              |
| 18 | Crisis on Naboo        | „Krízis a Naboo-n”       | 2012. február 10.      | 2012. május 2.       | 4.10         |
| Tanulság: Trust is the greatest of gifts, but it must be earned. / „A bizalom a legnagyobb kincs, de nem adják ingyen” Palpatine kancellár szülőbolygójára a Naboo-ra utazik annak Köztársasághoz csatlakozásának 847. évfordulója alkalmából rendezett fesztiválra („A fény fesztiválja” / Festival of Light). Jedik szervezik a biztonságát, azonban a Cad Bane vezette fejvadászcsapat beépülve a testőrségbe, meglepi a Jediket. Obi-Wan csapaton belüli feladata meghiúsul, azonban korábbi padawanja védelmére kelve kockáztatja álcáját. A kancellárt Bane B tervével sikeresen elrabolják, viszont végül mester és tanítványa meghátrálásra készteti a fejvadászokat. A Jedik és mestere (vélt) bizalomhiánya Anakint egyre jobban a kancellár befolyása alá hajtja. Kétséges, hogy ez Darth Sidioustól tervezett-e, vagy csupán szerencsés véletlen, ahogyan a „kiérdemelt” bizalom tisztasága is. |                        |                          |                        |                      |              |
| 19 | Massacre               | „Mészárlás”              | 2012. február 24.      | 2012. május 3.       | 4.11         |
| Tanulság: One must let go of the past to hold on to the future. / „Csak úgy lehet jövőd, ha elengeded a múltad” Assajj Ventress – Dooku elleni sikertelen merénylete után (ld. 3. évad 14. részt) – visszatér a Dathomirra, ahol Talzin boszorkányanyának elmondja, hogy kudarcot vallott Dooku gróf meggyilkolásában és Savage Opress is elárulta őt. Eközben Dooku a Devaron bolygóra hivatja Grievous tábornokot és hatalmas flottáját, utasítva, menjenek a Dathomirra és végezzenek az összes éjnővérrel, Talzin anyával és az áruló Ventress-szel. Közben Talzin anya felesketi Ventress-t, aki ismét csatlakozik az éjnővérekhez, akiket régen elhagyott. Az éjnővérek védelmét Ventress és Talzin anya szervezi, sötét erők segítik őket. Talzin anya az agg Taka segítségével életre hívja a holtnővéreket, hogy ezek segítsék a Ventress-ék ellentámadását. A holtak seregének köszönhetően Grievous inváziója lassan összeomlóban, miközben Dooku grófot Talzin anya telepatikusan kínozza. Ventress Grievous-szal vívott párbajában levágja annak két műkarját, azonban droidjainak közbelépésével megmenekül, Ventress bal vállát lövés éri. Egy éjnővér társa kimenti, azonban ellentámadásuk elbukott. Dooku utasítja Grievous-t, minél hamarabb ölje meg Talzin anyát, amíg meg nem öli őt. Megmaradt droidjaival behatol az éjnővérek templomába, megöli Takát, Talzint menekülésre készteti, majd a telepatikus üstöt feldöntve Dooku megmenekül. Taka halálával a holtnővérek is elhalnak, nélkülük az éjnővéreket is lemészárolják egytől-egyig. Ventress megmenekül, Talzin anya az Erőben megjelenve neki jövője felől biztatja sorsa beteljesülése felé. |                        |                          |                        |                      |              |
| 20 | Bounty                 | „Vadászat”               | 2012. március 2.       | 2012. május 4.       | 4.12         |
| Tanulság: Who we are never changes, who we think we are does. / „Mi magunk sosem, csak az változik, kinek hisszük magunkat” Assajj Ventress a dathomiri mészárlást követően, melyben Grievous tábornok az egész bolygót kiírtotta, elhagyja a bolygót és a Külső Gyűrű egy másikjára utazik. Itt találkozik Bosskal és társaival (köztük Dengarral), majd beáll Boba Fett fejvadász-csapatába, miután általa egy hely megüresedik. A csapat új megbízatása során egy csomag célállomásra eljuttatását kell biztosítania. A láda egy személyt rejt, melyet övéi ki akarnak szabadítani. A biztosítást végül csak Ventress és Fett teljesíti, a többiek a küzdelemben elmaradnak. Kettejük közötti fizetési nézeteltérést követően a célállomáson Ventress átadja a ládát (Fett van benne), a teljes zsoldot átveszi, majd némi furfang árán plusz bevételre is szert tesz, miközben jót, helyeset is cselekszik. A küldetés sikeres befejezését követően a csapat, a fogadó-űrállomáson Fettre várva, üdvözli soraiban, azonban Ventressnek új jövőképe kezd kialakulni. |                        |                          |                        |                      |              |
| 21 | Brothers               | „Testvérek”              | 2012. március 9.       | 2012. május 7.       | 4.13         |
| Tanulság: A fallen enemy may rise again, but the reconciled one is truly vanquished / „A bukott ellenség még felállhat, de aki megbékélt, végleg legyőzetett” Dooku tájékoztatja Grievous-t, hogy Savage Opress új fenyegetéssé vált, aki napról-napra erősebb. Veszélyes a jedikre és a sithekre egyaránt. De valami hatalmas zavar is támadt az erőben, felemelkedett valami baljós. Közben Savage kutatását rombolások kísérik, legutolsó tartózkodási helyén véletlenül Anakin és Ahsoka is jelen van. Az étteremben Skywalker zavart érzett az erőben, de nem tudta mire vélni. Opress eltérít egy teherhajót, amely a Lotho Minorról érkezett és visszarepülnek a bolygóra. Nyomában csak a pusztítás jár, de hosszas keresése sikerrel zárul, rátalál soha nem látott bátyára, aki megőrült a peremvidéki bolygó mélyében eltöltött évei alatt. A külseje is kissé megváltozott. A Jedi-templomban Yoda felfedi Obi-Wannak, hogy a zavar forrása korábbi mesterének gyilkosa... Darth Maul életben van és bosszúra készül. |                        |                          |                        |                      |              |
| 22 | Revenge                | „Bosszú”                 | 2012. március 16.      | 2012. május 8.       | 4.14         |
| Tanulság: The enemy of my enemy is my friend. / „Az ellenségem ellensége a barátom” A Kenobi által rég megöltnek hitt Darth Maul öccse, Savage Opress segítségével a Dathomirra érkezik. Savage leszállva a bolygóra mindenhol csak a pusztulást, halott éjnővéreket és szétvágott droidokat talál. Talzin anya elmondja neki Dooku tetteit. Az anya megszabadítja Mault az elméjét blokkoló gátlásoktól és visszanyeri emlékezetét. A sötét mágia és erő segítségével ismét járóképessé teszi, újraépíti levágott kiborg altestét, majd eltűnik. Az éjfivérek elhatározzák, bosszút kell állniuk a jediken, legfőképp Obi-Wan Kenobin. Egy bolygóra utaznak, ahol Maul a holokom segítségével felhívja a Jeditemplomot és túszaiért cserébe Kenobit követeli. Levág minden ártatlant. A Tanács ellenzi, hogy Kenobi egyedül érkezzen, de Yoda beleegyezik, le kell zárnia amit régen elkezdett. Windu mestert inti, bízzon jobban az Erőben: Yoda érzi, Kenobinak a küzdelemben egy váratlan szövetségese lesz. Közben a galaktikus rendfenntartás Savage Opress fejére egymillió kredites vérdíjat tűzött ki, mely felkelti az összes fejvadász érdeklődését. Assaj Ventress elvállalja a feladatot. Kenobi megérkezve a bolygóra, szembetalálja magát a két testvérrel. Az egyenlőtlen küzdelemben hamar lefegyverzik, majd hajójukra hurcolják. A kínzást Ventress megjelenése szakítja félbe és az egyensúly ismét helyreáll. Négyöjük párbaját végül a „világos” oldal elnapolja: Kenobi Ventressel elhagyja Maulék hajóját, a sithek pedig türelemmel, új tervet vizionálnak... |                        |                          |                        |                      |              |

## Ötödik évad: Army of Revenge (Bosszú serege)
| # | Epizód címe                | Epizód címe                   | Első amerikai sugárzás | Első magyar sugárzás | Gyártási kód |
| --- | -------------------------- | ----------------------------- | ---------------------- | -------------------- | ------------ |
| 1 | Revival                    | „Feltámadás”                  | 2012. szeptember 29.   | 2013. április 15.    | 4.26         |
| Tanulság: Strength of character can defeat strength in numbers./„A jellem ereje hatalmasabb a sokaság erejénél” Darth Maul és öccse, Savage Opress megtámadnak és kifosztanak egy űrállomást és rengeteg eszközhöz jutnak, így lefizetik Hondo Ohnaka bandáját a Florrumnál, majd ellene fordulnak, holokomm adáson keresztül megfenyegetik. Obi-Wan és a tholothi Adi Gallia[forrás?] követi a nyomukat a Florrumig, majd riasztják Hondo-t, akinek így lesz ideje felkészülni a sithek támadására. Mikor Maulék leszállnak, Obi-Wan és társa is megérkeznek, elkezdődik a csata. A tholothi jedi nem bír Opress erőteljes csapásaival szemben, a rövid küzdelemben végül életét veszti. Kenobi a két sith elől Hondo-ék barlangjába menekül, ahol a védők szétvállnak: a dezertőr kalózok megmaradt része, legyőzve, visszaáll Hondo-hoz, Maul és Savage Kenobi ellen indul. Az egyenlőtlen küzdelmet a jedi-nak sikerül a maga javára fordítani, kihasználva a gyengébb sith képzetlenségét, végül levágja a bal felkarját. Maul az Erővel eldobja Kenobit, hogy öccse segítségére legyen, majd menekülniük kell Hondo-ék elől, sürgősen segítséget kell találniuk (Talzin anya). Az üldözésben Obi-Wan is részt vesz, azonban a kalózok alapos munkát végeznek: ellövik Maul bal műlábát, így Savage segít neki járni, ő pedig fénykardjával hárítja a sugárlövedékeket. Űrhajójukkal sikerül elmenekülniük, amit Hondo egyik embere rakétával meglő, az rövid időn belül lezuhan. Előtte azonban a testvérek mentőkapszulával elhagyják a hajót. Az az űrállomásról ellopott kreditekkel együtt lezuhan, amit a kalózok megtalálnak. Kenobi később Yoda, Mace és Anakin jelenlétében beszámol az esetről a kancellárnak, aki tudomásul veszi a történteket. Az epizód végén Palpatine tekintete önmagáért beszél... |                            |                               |                        |                      |              |
| 2 | A War on two Fronts        | „Egy háború két fronton”      | 2012. október 6.       | 2013. április 16.    | 4.15         |
| Tanulság: Fear is a malleable weapon./„A félelem egy képlékeny fegyver” |                            |                               |                        |                      |              |
| 3 | Front Runners              | „Frontkerülők”                | 2012. október 13.      | 2013. április 17.    | 4.16         |
| Tanulság: To seek something is to believe is its possibility./„Keresni valamit nem más mint hinni a létezésében” |                            |                               |                        |                      |              |
| 4 | The Soft War               | „Az egyszerűbb háború”        | 2012. október 20.      | 2013. április 18.    | 4.17         |
| Tanulság: Struggles often begin and end with the truth./„A küzdelmek gyakran az igazsággal kezdődnek és végződnek” |                            |                               |                        |                      |              |
| 5 | Tipping Points             | „Végpontok”                   | 2012. október 27.      | 2013. április 19.    | 4.18         |
| Tanulság: Disobedience is a demand for change./„Az engedetlenség nem más mint igény a változásra” |                            |                               |                        |                      |              |
| 6 | The Gathering              | „Az összegyűjtés”             | 2012. november 3.      | 2013. április 22.    | 4.22         |
| Tanulság: He who faces himself, finds himself./„Az aki magába néz megtalálja önmagát” |                            |                               |                        |                      |              |
| 7 | The Test of Strength       | „Az erő próbája”              | 2012. november 10.     | 2013. április 23.    | 4.23         |
| Tanulság: The young are often underestimated./„A fiatalság gyakran lebecsült” |                            |                               |                        |                      |              |
| 8 | Bound for Rescue           | „Kötelék a mentésért”         | 2012. november 17.     | 2013. április 24.    | 4.24         |
| Tanulság: When we rescue others, we rescue ourselves./„Mások megmentésével magunkat is megmentjük” |                            |                               |                        |                      |              |
| 9 | A Necessary Bond           | „Egy szükséges kötelezettség” | 2012. november 24.     | 2013. április 25.    | 4.25         |
| Tanulság: Choose your enemies wisely, as they may be your last hope./„Válassz bölcsen ellenfeleket, mert ők lehetnek később az utolsó reményed” |                            |                               |                        |                      |              |
| 10 | Secret Weapons             | „Titkos fegyverek”            | 2012. december 1.      | 2013. április 26.    | 5.04         |
| Tanulság: Humility is the only defense against humiliation./„Az alázat az egyetlen védelem a megaláztatással szemben” R2-D2 tagja lesz egy köztársasági droidcsoportnak, a D osztagnak (D-Squad), ami egy fontos bevetést hajt végre a zilkin fajba tartozó Meebur Gascon ezredes vezetésével, mélyen a lázadók területein belül. Feladatuk megszerezni egy rejtjelező-kódfejtő modult a szeparatisták egyik zászlóshajójáról. A droidok és Gascon egy sor kihívás előtt találják magukat, de a feladatot sikeresen teljesítik. |                            |                               |                        |                      |              |
| 11 | A Sunny Day in the Void    | „Egy fényes nap a Voidban”    | 2012. december 8.      | 2013. április 29.    | 5.05         |
| Tanulság: When all seems hopeless, a true hero gives hope./„Mikor minden reménytelen, egy igazi hős ad reményt” A Meebur Gascon ezredes vezette csapat haza vezető útján váratlanul felbukkanó akadály miatt kilép a hipertérből. Az akadály egy jégaszteroida-mező, melyen nem sikerül sértetlenül átjutniuk. A sérült űrhajóval egy, az aszteroidamező mögött levő jeges felszínű bolygón hajtanak végre kényszerleszállást. A hajó súlyos sérüléseket szenved, melyet elhagyni kénytelenek. R2-D2-tól, lévén asztromech robot, megtudják, a Void területen levő Abafar nevű bolygón landoltak. A csapat vezetését az egyetlen értelmes élőlény vezetésképtelensége miatt átveszik a droidok, az elsődleges cél – a szeparatista rejtjelező-kódfejtő modul hazajuttatása – végrehajtása érdekében. A modul a kényszerleszállás óta R2-D2-nél van. Az osztag idővel szétválik, de az epizód végére mindkét csoport egy elhagyatott földfelszín alatti kolóniatelepre érkezik. |                            |                               |                        |                      |              |
| 12 | Missing in Action          | „Az eltűnt”                   | 2013. január 5.        | 2013. április 30.    | 5.06         |
| Tanulság: A soldier's most powerful weapon is courage./„Egy katona legfőbb fegyvere a bátorság” A D osztag az Abafaron felfedezett településen megkezdi keresni a bolygó elhagyásának lehetőségeit. Gascon ezredes és újonnan kinevezett tizedese, WAC–47, élelem után kutatnak, miközben találkoznak egy amnéziában szenvedő klón századossal, aki mint később kiderül, a Köztársaság egyik kommandóalakulatának volt a tagja. Azonosítója CC–5576–39, de munkaadója, a Power Sliders étterem sullusti vezetője, Borkus csak Gregornak hívja. A sarrishi csatában vett részt, ahonnan csapatszállítóját sikeresen evakuálták, majd erre a bolygóra érkeztek. A zuhanást csak ő élte túl (ezt a hajóroncsot fedezték fel Gasconékaz előző részben). Az ezredes rábeszéli, segítse a menekülésüket. Korábbi kommandópáncélzatát és felszerelését az étteremben keresik, ahová végül Borkus viszi be egy ládában. Alkalmazója nemtetszését nyilvánítja ki távozása miatt, de az osztag segítségével végül sikerül elhagynia az éttermet. A csapat a helyi űrkikötőben észrevesz egy űrsiklót, amibe a droidok robbanóanyagokat rakodnak, úticéljuk egy zsákmányolt köztársasági cirkáló, mely felettük várja a rakományt. Az osztag a százados tűztámogatásával végül elmenekül az űrsiklóval, azonban ő a kikötőben marad, lekötve ellenfeleit és megsemmisítve a rá törő droidokat. A végső detonációban feltehetően az életét is feláldozva a D osztag sikeréért. |                            |                               |                        |                      |              |
| 13 | Point of No Return         | „Utolsó visszatérési pont”    | 2013. január 12.       | 2013. május 1.       | 5.07         |
| Tanulság: You must trust in others or success is impossible./„Bíznod kell másokban, különben a sikered lehetetlen” A D osztag útban a jedi-cirkáló felé, nem tudnak kapcsolatba lépnek a híddal. Sikeresen landolnak, de senki nem várja őket a fedélközben és más élőlényekkel sem találkoznak. Útjuk a hídra vezet, ahol egy komplett klónlegénység hologramját fedezik fel. Miután az űrhajó a hiertérbe lép, rájönnek, a hajót szeparatista droidok irányítják, céljuk egy szenátusi ülésre betörni és a cirkálón felhalmozott robbanóanyagot felrobbantva megsemmisíteni a szenátusi űrállomást. A robotok közötti küzdelemben a D osztag elveszti egyik droidtagját, M5–BZ-t, aki egy szabotázsdroid sereget ártalmatlanított dekompresszióval, ami alatt ő is az űrbe zuhant, majd kilépve a hipertérből, az űrállomás védelmére rendelt flotta előtt az ezredes csapatával és a megszerzett dekódolóval elhagyja a hajót. R2 a fedélzeten marad a szeparatista droidvezetővel hadakozva, de végül sikerül idő előtt detonálnia a robbanóanyagokat. A védőflotta parancsnokait – Kenobi és Skywalker – felkészületlenül éri a támadás. A robbanást követően Gascon ezredes bejelentkezik, közölve, hogy R2 a fedélzeten maradt. Skywalker kutatócsoportot rendel ki, akik a roncsok között megtalálják a szétroncsolódott asztromech droidot. A fedélzetre érve összeszerelik, és a legendás szerkezet ismét üzemkész... |                            |                               |                        |                      |              |
| 14 | Eminence                   | „Kiváltság”                   | 2013. január 19.       | 2013. május 2.       | 5.01         |
| Tanulság: One vision can have many interpretations./„Egy elképzelésnek sok értelmezése lehet” Savage és Maul szövetségre lépnek a Halálőrséggel és a galaxis legismertebb bűnszervezeteivel mint pl. a Fekete Nap kalózaival, hogy leszámoljanak minden ellenségükkel.[forrás?] |                            |                               |                        |                      |              |
| 15 | Shades of Reason           | „Árnyalatok”                  | 2013. január 26.       | 2013. május 3.       | 5.02         |
| Tanulság: Alliances can stall true intentions./„” Pre Vizsla és Maul támadást indít a Mandalór és Satine hercegnő ellen, de a szövetségük hamarosan megszűnhet Vizsla ambíciói miatt...[forrás?] |                            |                               |                        |                      |              |
| 16 | The Lawless                | „A törvénytelen”              | 2013. február 2.       | 2013. május 6.       | 5.03         |
| Tanulság: Morality separates heroes from villains. / „Az erkölcs különbözteti meg a hősöket a gonosztevőktől” Satine hercegnőt kiszabadítja egy korábbi fiatal katonája, Cookie, és saját húga, Bo-Katan csapatával is melléjük áll. Azonban a mentés végül nem zárult sikerrel. Egy épület teraszáról Satine Jedi-tanács felé segélyhívást kezdeményez, Obi-Wan Kenobi segítségét kérve, majd fogságba esnek. Minden a sithek tervei szerint alakul. A Jedi-templom központi holotermében Yoda és Ki-Adi-Mundi várja Kenobit. A segélyhívásban Satine közli Mandalore jelenlegi helyzetét. Mundi érvelése szerint ez Mandalore belső ügye, a tanács nem tud ebben segíteni, lévén a rendszer hivatalosan független státuszban van, nem része a Galaktikus köztársaságnak. Yoda is megérti Obi-Wan érzéseit, azonban ő is a Köztársasági szenátus döntésétől teszi függővé a beavatkozást. Mindhárman tudják, a szenátus nem támogatja semleges területek támogatását. Maulék is tisztában vannak ezzel, a semlegességi státusz miatt a Jedi-tanácsknak nincs jogalapja beavatkozni, Kenobi egyedül fog érkezni. Obi-Wan teherhajójával nem a legjobb műszaki állapotban érkezik meg a fővárosba, azonban egy kikötői őrt a fedélzetre csalva sikerül álruhát szereznie. Bejut a palotabörtönbe, kiszabadítania barátját. A kikötőben mint kiderül, ez is Maulék csapdája, a szöktetés ismét kudarcot vall. Satine kéri az értetlenkedő Obi-Want, lépjen kapcsolatba húgával. A katonák lelövik a hajójukat, ami visszazuhan a platformra és Kenobi rövidesen rájön, Maulék állnak az egész mögött. Mindketten fogságba esnek. A palotában Maul – feltett szándéka szerint – Kenobit átállásra kényszeríti a sötét oldalra, Satine élete árán. Rövid vitájukban Kenobi megpróbálja meggyőzni, Maul sötét oldalra tévedése nem az ő döntése volt, hanem a dathomiri éjnővéreké. Ő is beismeri, sosem állt szándékában Kenobit megölni. Tökéletes bosszúja maga előtt áll, hogy Kenobi osztozzon fájdalmának mértékében. A korábban Pre Vizslától elvett ősi sötétkarddal leszúrja Satine-t, majd elégedetten nézi végig kettejük utolsó párbeszédét. Satine Kryze meghal, Kenobit bebörtönzik. Palpatine az Erőn keresztül megérezte eme tragédiát, ezért titkárát hivatja és hajója felkészítésére utasítja. Eközben Kenobit Bo-Katan csapatával kiszabadítja a börtönből. Darth Sidious megérkezvén a fővárosba, útja a palotába vezet, Erőképessége révén maga után csak halott katonákat hagy. A halálőrségi mentőcsapat és Maul katonái között ádáz küzdelem kerekedik. Maul régi mestere jelenlétét megérzi az Erőn keresztül, Savage érzéseiben tanácstalan. A palotateremben Sidious le van nyűgözve, ahogyan Maul túlélte hajdani sérülését, azonban csalódást okozott neki, mert riválisává vált. Hármójuk között fénykardpárbaj kezdődik. Eközben a Bo-Katan-csapat erősítést kap, melyek hajóit a védők lelövik. Kenobit Bo-Katan kimenekíti egy halálőr hajóhoz és utasítja, számoljon be, mi történik a Mandalore-on. Kenobi figyelmezteti, ez köztársasági inváziót fog maga után vonni, azonban Bo-Katan hajthatatlan; csak Maul pusztulása érdekli. Mandalore túl fogja ezt élni, mint mindig. Kenobi rájön, ő Satine testvére. Eközben a sithek küzdelme csúcspontjára hág, melyben Maul és Savage próbára teszik Sidious állóképességét, azonban a vívás során az éjtestvéreket sikerül elválasztania egymástól. Mialatt Maul ájultan fekszik, a nagyúr Savage-ra tud koncentrálni, akinek nagy erejű csapásai nem elegendőek a nagymester tudásával szemben, Sidious leszúrja és eldobja. Elmúlva rajta az éjnővérek mágiája, Savage is életét veszti. Mault Sidious figyelmezteti „a Kettő szabályára”; a sithek elsőszámú és egyetlen valós szabályára, mely kimondja, hogy sosem lehetnek kettőnél többen és ő már nem a tanítványa. Mindketten két karddal küzdenek, azonban Maul Erőismereti hiányosságait nem ellensúlyozhatja sötétkardja, Sidious hamarosan őt is legyőzi. Maul kegyelemért könyörög, Darth Sidious azonban nem kegyelmez... Ez az epizód Ian Abercrombie-nak állít emléket. |                            |                               |                        |                      |              |
| 17 | Sabotage                   | „Szabotázs”                   | 2013. február 9.       | 2013. május 7.       | 5.08         |
| Tanulság: Sometimes even the smallest doubt can shake the greatest belief. / „Még a legkisebb kétség is képes megrengetni a legerősebb hitet” |                            |                               |                        |                      |              |
| 18 | The Jedi Who Knew Too Much | „A jedi aki túl sokat tudott” | 2013. február 16.      | 2013. május 8.       | 5.09         |
| Tanulság: Courage begins by trusting oneself. / „A bátorság a bizalommal kezdődik” |                            |                               |                        |                      |              |
| 19 | To Catch a Jedi            | „Elkapni egy jedi-t”          | 2013. február 23.      | 2013. május 9.       | 5.10         |
| Tanulság: Never become desperate enough to trust the untrustworthy. / „Nem szabad soha kétségbeesni annyira, hogy megbízz egy megbízhatatlanban” |                            |                               |                        |                      |              |
| 20 | The Wrong Jedi             | „A nem megfelelő jedi”        | 2013. március 2.       | 2013. május 10.      | 5.11         |
| Never give up hope, no matter how dark things seem. / „A reményt sosem szabad fel adni, nem számít milyen sötétnek tűnnek a dolgok” Ahsoka elfogását követően Tarkin tengernagy a Köztársasági szenátus nevében kikéri őt a jedi-tanácstól egy hadbírósági eljárás lefolytatására, melybe a Yoda vezette testület vonakodva, mondván, ez eltér a jedi-hagyományoktól, de beleegyezik. Jogi képviselőjét a jedi-tanácsnak kell kiválasztania, Tarkin ajánlására erre egy jedi-renden kívüli személy lenne a legalkalmasabb. Obi-van határozottan Ahsoka pártfogása mellett érvel, azonban több tanácstagot megzavar az események hiányos ismerete: az, hogy együttműködött Asajj Ventress-el, illetve az 1315. szinten fekvő nanodroid-robbanóanyag-raktárban ejtették őt foglyul. A vádlottat az Ítélőteremben hallgatják meg, ahol Ahsoka tagadja az ellene felhozott vádakat. Rövid tárgyalást követően döntenek sorsa felől: átadják őt a szenátusi hadbíróságnak, megfosztják összes, A Köztársaság nagy hadseregében betöltött pozíciójától és rendfokozatától, valamint menesztik a jedi-rendből, mestere jelenlétében és tiltakozása ellenére. A hadbírósági tárgyalás előtt Anakin felkéri Padmét korábbi padawanja jogi képviseletére. Ahsoka meggyőződése szerint Ventress áll az egész mögött: felismerte vörös fénykardjait, mikor küzdött ellenfelével a raktárban, mielőtt a klóncsapat elfogta volna. Skywalker ezen a nyomon elindulva megkeresi Ventresst az alvilági szinteken. Ahsoka Padménak bevallja, csalódott a Rendben; úgy érzi, Anakint kivéve minden tanácstag elfordult tőle, elhagyta. Közben Anakin rátalál a bukott (sötét) jedire. Ventress fénykardjai nélkül védtelen Skywalkerrel szemben, rövid küzdelemben Anakin legyőzi. Kihallgatása során tagadja a vádakat, mondván a raktárnál valaki hátulról meglepte és leütötte (amire szerinte csak egy jedi képes) és végül közli vele, hogy Ahsoka egy Barris Offee nevű jedivel tartotta a kapcsolatot a jedi-templomban. Kezdetben csak a fejpénz és a bosszú vezette, azonban a fiatal jedi-mester előtt párhuzamot von közte és volt tanítványa között: mindkettejüket elhagyták mestereik és a „drágaságos” jedi-rend. Ahsoka tárgyalásán, ahol a jedi-tanács tagjai is jelen vannak, Tarkin ismerteti a vádat és a büntetés mértékét is, ami nem más mint halál. Anakin felkeresi Offee-t templombeli hálófülkéjében és hamar rájön, ő a templombeli merénylő, ő sodorta Ahsokát ilyen helyzetbe és Ventress fénykardjai is nála vannak. A templomőrökkel övezett párbajban végül legyőzi és Tano tárgyalásán, az ítélethirdetést megelőzően előállítja. Offee beismeri a vádakat, Tano megrendülten hallgatja, indítékként az elhúzódó klónháborúban az Erő sötét oldalát kiszolgáló jedi-rendet jelöli meg. A Rend összes tagja kiszolgálja a háborút, feladva korábbi hitvallásukat. Ahsoka pere végével a jedi-tanácsteremben a jelenlevő tanácstagok bocsánatot kérnek tőle és mint a jedi-lovagok tesztjének állítva be az esetet, amit ő sikeresen teljesített, javasolják, jedi-lovagként térjen vissza a testületbe. Erre kéri mestere is, azonban ő hezitálva, de visszakozik. Bizalmában mélyen megrendülten elhagyja a Jedi-templomot... |                            |                               |                        |                      |              |

## Hatodik évad: The Lost Missions (Az elveszett küldetések)
2013 végén a készítők váratlanul, a korábbi híreknek ellentmondva bejelentették, hogy mégis szándékoznak egy hatodik évadot készíteni.
A hatodik évad szemben a korábbiakkal, csak tizenhárom epizódból áll, amikből az első hat részt 2014. február 15-től a német Super RTL vetítette, majd március 7-étől a Netflix sugározta. 2015-ben Az AXN és a Disney megegyezésének hála a Star Wars-os tartalmakkal együtt a sorozat hatodik évadát is megvette a csatorna, majd a magyar szinkront is elkészítették, melynek premierjére 2015. december 5-én került sor az AXN Black-en. Az epizódokat dupla résszel sugározzák.
| # | Epizód címe             | Epizód címe          | Első amerikai sugárzás | Első magyar sugárzás                                        | Gyártási kód |
| --- | ----------------------- | -------------------- | ---------------------- | ----------------------------------------------------------- | ------------ |
| 1 | The Unknown             | „Az ismeretlen”      | 2014. február 15.      | 2015. december 5. (AXN Black) 2015. december 25. (Viasat6)  | 5.12         |
| Tanulság: The truth about yourself is the hardest to accept./„Azt a legnehezebb elhinni, amit önmagunkról tudunk meg” |                         |                      |                        |                                                             |              |
| 2 | Conspiracy              | „Összeesküvés”       | 2014. február 15.      | 2015. december 5. (AXN Black) 2015. december 28. (Viasat6)  | 5.13         |
| Tanulság: The wise benefit from a second opinion./„A bölcs meghallja mások véleményét” |                         |                      |                        |                                                             |              |
| 3 | Fugitive                | „Szökevény”          | 2014. február 15.      | 2015. december 12. (AXN Black) 2015. december 29. (Viasat6) | 5.14         |
| Tanulság: When in doubt, go to the source./„Ha kétség kínoz, menj vissza a forrásig” |                         |                      |                        |                                                             |              |
| 4 | Orders                  | „Parancsok”          | 2014. február 15.      | 2015. december 12. (AXN Black) 2015. december 30. (Viasat6) | 5.15         |
| Tanulság: The popular belief isn't always the correct one./„Nem minden igaz, amiben sokan hisznek” |                         |                      |                        |                                                             |              |
| 5 | An Old Friend           | „Egy régi barát”     | 2014. február 22.      | 2015. december 19. (AXN Black) 2015. december 31. (Viasat6) | 4.19         |
| Tanulság: To love is to trust. To trust is to believe./„A szeretet bizalom, a bizalom hit” |                         |                      |                        |                                                             |              |
| 6 | The Rise of Clovis      | „Clovis lázadása”    | 2014. február 22.      | 2015. december 19. (AXN Black) 2016. január 1. (Viasat6)    | 4.20         |
| Tanulság: Jealousy is the path to chaos./„A féltékenység káoszt szül” |                         |                      |                        |                                                             |              |
| 7 | Crisis at the Heart     | „Krízis a szívben”   | 2014. február 22.      | 2016. január 2. (AXN Black) 2016. január 4. (Viasat6)       | 4.21         |
| Tanulság: Deceit is the weapon of greed./„A megtévesztés a kapzsiság fegyvere” |                         |                      |                        |                                                             |              |
| 8 | The Disappeared Pt. I.  | „Az eltűnt, 1. rész” | 2014. március 1.       | 2016. január 2. (AXN Black) 2016. január 5. (Viasat6)       | 5.16         |
| Tanulság: Without darkness there cannot be light./„Sötétség nélkül nincsen fény” |                         |                      |                        |                                                             |              |
| 9 | The Disappeared Pt. II. | „Az eltűnt, 2. rész” | 2014. március 1.       | 2016. január 9. (AXN Black) 2016. január 6. (Viasat6)       | 5.17         |
| Tanulság: Wisdom is born in fools as well as wise men./„A bölcsesség a bolondokban ugyanúgy meglehet, mint a bölcsekben” |                         |                      |                        |                                                             |              |
| 10 | The Lost One            | „Az elveszett”       | 2014. március 1.       | 2016. január 9. (AXN Black) 2016. január 7. (Viasat6)       | 5.18         |
| Tanulság: What is lost is often found./„Ami elvész, gyakran megkerül” A Jedi-templomba egy vészjelzés érkezett be egy régen halottnak hitt mester hajójáról. Plo Koont és Wolfpack („farkasfalka”) klóncsapatát küldik ki a kivizsgálásra. Az Oba Diah egyik hóviharos holdján felfedezik a T–6 típusú jedi-siklót, a sorozatszáma 775519. Hamar kiderítik, hogy ez nem más mint Sifo-Dyas hajója. Koon megtalálja a fedélzeten a néhai jedi fénykardját is. A 10 éve lezuhant hajó roncsát és összes elemét visszaszállítják Coruscantre további kivizsgálásra. A Tanács megbeszélésén Windu kéri Kenobit, emlékeztesse az egybegyűlteket a klónháború előtti nyomozása eredményeire. Obi-Wan közli, hogy Jango Fett után nyomozva jutott el a Kamino-ra (Epizód II.), ahol megtudta, hogy a kamino-iak Sifo-Dyas utasítására klónhadsereg gyártásába kezdtek. Yoda szerint a Jedi Tanács és a szenátus beleegyezése nélkül. Mace folytatta, a Naboo blokádja előtt – Epizód I. –, Dyas előkészítette és felajánlotta ezt a Tanácsnak egy közelgő háborúra való felkészülésre, amit az elvetett, fejezte be Kloon. Yoda szerint, maga a klónhadsereg felállítása a Tanács előtt végig rejtve maradt, a részletekről most sincs tudomásuk, csak annyi, hogy ő tette. A tanácskozást követően Jocasta Nu, a Jedi-archívum egyik kezelője tájékoztatja a jediket Dyas hajdani küldetéséről. A Felucián meghalt mester mint békekövet volt jelen a térségben, ő vezette a béketárgyalásokat, amik elbuktak és ő meghalt. Más egyebet nem rögzítettek az adatrendszerben, a holttestéről sincs információjuk. A többi információ titkosítva lett a Kancellári Hivatal által. Yoda Kenobit és Skywalkert Feluciára küldi, Plo Kloont a további részletek kiderítésével bízza meg, a kancellárral pedig ő beszél személyesen, kideríteni, mi volt a szenátusi politika ebben az ügyben. Palpatine végig ismeretlenként emlegette Sifo-Dyas nevét, az öreg mestertől kérve némi információt, aki a néhai jedi halála ügyében nyomozva jutott hozzá. A kancellárnak a tíz évvel ezelőtti esetről nincs tudomása, ő akkor még Naboo szenátora volt. Az akkori kancellárhoz, Valorumhoz irányítja. A beszélgetésüket követően a kancellári folyosón Kenobiék hívják a holokomon, közlik, hogy a feluciaiak szerint Dyas nem egyedül utazott hozzájuk, egy másik jedi is vele volt, de a nevét nem értették meg a helyi nyelvi sajátosságok miatt. A holttestét sem sikerült fellelni a nagy hideg miatt. Valorum kikérdezése során Yoda megtudta, hogy ő küldte Dyast oda, hogy tárgyaljon a Pyke szindikátussal, egy hatalomteljes fűszerkartellel. Ennek a kartellnek majdnem sikerült átvennie a teljes irányítást egy új, illegális drogfűszer termelése felett. A helyi coruscanti alvilági háború miatt küldte őt oda, hogy stabilizálja a helyzetet. Yoda szerint erről a Jedi Tanácsban senkinek sem volt tudomása. Valorum a nyilvános bürokratikus adatfolyamba vetett bizalmatlanságra hivatkozva kért teljes titoktartást a néhai jeditől. A korábbi kancellár nem tudott másik jedi-ről, személyi segédjét küldte el vele, tudomása szerint mindkettő meghalt. Közben Dart Sidious kérdőre vonja Tyranus-t, Dookut, hogy a jedik miért kezdtek el aktívan kutatni Sifo-Dyas után? Utasítja, hogy keresse meg az elvarratlan szálat és eliminálja. Erőfolytással tudtára adja, milyen ára lesz, ha sokadjára, ismét kudarcot vall. Dooku elutazik a Pyke birodalomba. Kloon tájékoztatja a jediket, hogy Dyas űrhajóját az Oba Diah egyik holdján találták meg. Yoda a Pyke-okhoz küldi Kenobiékat. Útjuk a Pyke szindikátushoz vezet a Oba Diah bolygóra. A fűszerkereskedelemből élő bűnözőhálózat vezetője Lom Pyke. A látogatáskor a két jedi felfedezi, hogy Lom nyakában a korabeli, háború előtti kancellári medálsor lóg. Rövid számonkérés során Lom közli velük, hogy az ember, akit keresnek, náluk található. A börtönblokkig tartó útjuk során Lom felfedi nekik, hogy akkoriban egy bizonyos Tyranus nevű emberrel is kapcsolatban álltak. Kenobi közli, hogy ezt a nevet korábban, kaminoi nyomozása során is hallotta Jango Fett-től. Lom szerint ez a Tyranus bízta meg őket azzal, hogy a pyke-ok lőjjék le Dyas gépét. Csakhogy egy jedi megölése sohasem lehet elég indokolt és jövedelmező. A pyke-ok felkutatták a roncsot és magukhoz vették a holttestet bizonyítéként, azonban volt egy még élő ember is mellette. A pyke-ok odaadták Tyranus-nak Dyas holttesttét, azonban Celman-ről nem tettek említést, tíz éven át életben tartották őt biztosításként. Kenobiékkal alkut köt: átadja nekik a túlélőt, cserébe a jedik elfeledik a pyke-ok hajdani árulását. Kenobiék megkezdik a remete kihallgatását, azonban Dooku is megérkezik a helyszínre és megfojtja őt előttük, miközben próbálnák összefüggő beszédre bírni az elzárt remetét (próbálta volna elmagyarázni nekik, ki volt az a „nagyhatalmú” felbújtó) Hármójuk kardpárbajába aztán bekapcsolódnak a pyke-ok is, élükön Lom Pyke-kal, aki Dookut Tyranus néven emlegeti, amire Kenobi megdöbben. Ekkor Dooku figyelmezteti őt, hogy hajdan mindenre felhívta a figyelmét a Geonozison. Dooku szerint mindkettejüknek, Skywalkernek és Kenobinak is, csatlakozniuk kell hozzá. Sifo-Dyas megértette, mert látta a jövőt, ezért segített neki (megrendelni a klónhadsereget). Kenobi hazugnak nevezi és megkéri a pyke-ok miniszterét, hogy itt az ideje, hogy a pyke-ok segítsék őket. Rövid tűzharc és közelharcok után, Dooku Erő-képességeit kihasználva, végül leszúrja (shiakkal) a minisztert a két jedi szeme láttára, majd röviddel ezután sikeresen elmenekül. Dooku távozásást követően a két jedi jelentést tesz a tanácsnak, ahol Yoda összegezte az addigi tapasztalatokat. Már tudják, tulajdonképpen Dooku rendelte meg a klónhadsereget, a jedik és a Köztársaság ellensége hozatta létre a Köztársaság saját haderejét. Windu szerint ha ez nyilvánosságra kerülne, az a jedik és a Köztársaság összes elért eredményét semmivé tenné, mély káoszhoz vezetne. Yoda óva inti a többieket, hogy felfedjék ezt az ismeretet a szenátus és a kancellár előtt is. A klónkatonák méltók a bizalomra, számos esetben bizonyították lojalitásukat, áldozatkészségüket, mentettek meg jediket. Minél hamarabb le kell zárni a háborút, még mielőtt az ellenség rá nem jön, mit teremtett. Windut kijavítja, nem a jó úton járnak, hanem az egyetlenen, amit a sith sötét nagyúr előre eltervezett, ezen kénytelenek végigmenni. |                         |                      |                        |                                                             |              |
| 11 | Voices                  | „Hangok”             | 2014. március 1.       | 2016. január 16. (AXN Black) 2016. január 8. (Viasat6)      | 5.19         |
| Tanulság: Madness can sometimes be the path to truth./„Néha az őrület visz rá az igaz ösvényre” |                         |                      |                        |                                                             |              |
| 12 | Destiny                 | „Végzet”             | 2014. március 7.       | 2016. január 16. (AXN Black) 2016. január 11. (Viasat6)     | 5.20         |
| Tanulság: Death is just the beginning./„A halál csak a kezdet” |                         |                      |                        |                                                             |              |
| 13 | Sacrifice               | „Az áldozat”         | 2014. március 7.       | 2016. január 23. (AXN Black) 2016. január 12. (Viasat6)     | 5.21         |
| Tanulság: Facing all that you fear will free you from yourself./„Számolj le félelmeiddel és felszabadulsz” Yoda elutazik a sith-ek egyik ősi bolygójára, a Morabandre. A bolygó sith templomában összetűzésbe kerül Darth Bane szellemével. Közben Coruscanten Darth Sidious és Dooku gróf, azaz Darth Tyranus sith-mágiával csapdába csalják, melynek csalija a templom kínzókamrájában hagyott Sifo-Dyas holtteste, akit „felélesztenek”. A halott jedi révén Sidious foglyul ejti Yodát, majd egy látomáson keresztül próbálja meg megtörni az életerejét. A jedimester áldozatkészsége azonban ennél erősebb, ezért a két sith csalódottan hagyja félbe coruscanti mágiáját. A varázslat elmúltával Yoda felébred a kínzókamrában, és a körülötte levő Erő-papnők felfedik előtte jövőjét, eljövendő halála perceit és utolsó szavait. Hazatér a Jedi-templomba, a templom nagy fája alatt már Windu és Obi-Wan várja, a Jedi-tanácsot tájékoztatnia kell a történtekről. Tájékoztatása szűkszavú, érzi a klónháború végét és tudja, hogy annak nem lesz győztese. Azonban lesz egy másik út is a győzelem felé, ami út a sith-ek előtt ismeretlen... |                         |                      |                        |                                                             |              |

## Hetedik évad: The Final Season (Az utolsó évad)
2018. július 19-én a Lucasfilm bejelentette a San Diego Comic-Con-on, hogy a klónok háborúja 12 új epizóddal tér vissza, amelyek Disney+on lesz elérhető. A hetedik évad az utolsó, a premierje 2020. február 21-én volt.
| #  | Epizód címe                       | Epizód címe                           | Első amerikai sugárzás | Első magyar sugárzás                                              | Gyártási kód |
| -- | --------------------------------- | ------------------------------------- | ---------------------- | ----------------------------------------------------------------- | ------------ |
| 1  | The Bad Batch                     | A Rossz Osztag                        | 2020. február 21.      | 2022. április 24. (USA Disney+) 2022. június 14. (Magyar Disney+) | 6.09         |
|    |                                   |                                       |                        |                                                                   |              |
| 2  | A Distant Echo                    | Távoli visszhang                      | 2020. február 28.      | 2022. április 24. (USA Disney+) 2022. június 14. (Magyar Disney+) | 6.10         |
|    |                                   |                                       |                        |                                                                   |              |
| 3  | On the Wings of Keeradaks         | Keeradak szárnyán                     | 2020. március 6.       | 2022. április 24. (USA Disney+) 2022. június 14. (Magyar Disney+) | 6.11         |
|    |                                   |                                       |                        |                                                                   |              |
| 4  | Unfinished Business               | Lezáratlan ügy                        | 2020. március 13.      | 2022. április 24. (USA Disney+) 2022. június 14. (Magyar Disney+) | 6.12         |
|    |                                   |                                       |                        |                                                                   |              |
| 5  | Gone with a Trace                 | Új ismeretség                         | 2020. március 20.      | 2022. április 24. (USA Disney+) 2022. június 14. (Magyar Disney+) | 6.05         |
|    |                                   |                                       |                        |                                                                   |              |
| 6  | Deal No Deal                      | Nem áll az alku                       | 2020. március 27.      | 2022. április 24. (USA Disney+) 2022. június 14. (Magyar Disney+) | 6.06         |
|    |                                   |                                       |                        |                                                                   |              |
| 7  | Dangerous Debt                    | Veszélyes adósság                     | 2020. április 3.       | 2022. április 24. (USA Disney+) 2022. június 14. (Magyar Disney+) | 6.07         |
|    |                                   |                                       |                        |                                                                   |              |
| 8  | Together Again                    | Újra együtt                           | 2020. április 10.      | 2022. április 24. (USA Disney+) 2022. június 14. (Magyar Disney+) | 6.08         |
|    |                                   |                                       |                        |                                                                   |              |
| 9  | Part I: Old Friends Not Forgotten | I. rész: El nem feledett régi barátok | 2020. április 17.      | 2022. április 24. (USA Disney+) 2022. június 14. (Magyar Disney+) | 7.21         |
|    |                                   |                                       |                        |                                                                   |              |
| 10 | Part II: The Phantom Apprentice   | II. rész: Baljós tanítvány            | 2020. április 24.      | 2022. április 24. (USA Disney+) 2022. június 14. (Magyar Disney+) | 7.22         |
|    |                                   |                                       |                        |                                                                   |              |
| 11 | Part III: Shattered               | III. rész: A végső csapás             | 2020. május 1.         | 2022. április 24. (USA Disney+) 2022. június 14. (Magyar Disney+) | 7.23         |
|    |                                   |                                       |                        |                                                                   |              |
| 12 | Part IV: Victory and Death        | IV. rész: Győzelem és halál           | 2020. május 4.         | 2022. április 24. (USA Disney+) 2022. június 14. (Magyar Disney+) | 7.24         |
|    |                                   |                                       |                        |                                                                   |              |

## Fordítás
- Ez a szócikk részben vagy egészben  a   List of Star Wars: The Clone Wars episodes című angol Wikipédia-szócikk fordításán alapul.  Az eredeti cikk szerkesztőit annak laptörténete sorolja fel. Ez a jelzés csupán a megfogalmazás eredetét és a szerzői jogokat jelzi, nem szolgál a cikkben szereplő információk forrásmegjelöléseként.